# Pomniki i obiekty upamiętniające w Sanoku
Pomniki i obiekty upamiętniające w Sanoku – miejsca pamięci, pomniki, dzieła rzeźbiarskie i tablice pamiątkowe wzniesione w Sanoku ku czci osób lub dla upamiętnienia wydarzeń związanych zarówno z historią miasta, jak i państwa polskiego.

## Pomniki

### Istniejące
- Pomnik Tadeusza Kościuszki, upamiętniający Tadeusza Kościuszki. Znajduje się w centrum miasta przy ulicy Tadeusza Kościuszki, przy południowym zboczu Góry Parkowej i wejściu do Parku miejskiego im. Adama Mickiewicza. Zaprojektowali go Józef Marek i Józef Wajda w 1958 roku. Odsłonięcie nastąpiło 15 września 1962 roku.
- Obelisk zwieńczony rzeźbą orła upamiętniający 125 oficerów i żołnierzy Wojsk Ochrony Pogranicza, poległych w latach 1945–1947 w walkach z UPA[1]. Znajduje się poniżej budynku Sanockiego Domu Kultury przy ulicy Adama Mickiewicza 24[2]. Na postumencie kolorowe wykonanie z napisami XV. W ochronie granic PRL. WOP. Powyżej na pionowej tablicy inskrypcja: Bohaterskim żołnierzom WOP poległym w walce z bandami UPA i poniżej wypisane są nazwiska poległych kolejno z lat 1945, 1946 i 1947 oraz u dołu podpis: Społeczeństwo Podkarpacia rok 1945–1960. Pomnik został odsłonięty 11 czerwca 1960, w piętnastą rocznicę walk i z okazji 15-lecia WOP[3]. Projekt wykonał Edmund Królicki[4].
- Pomnik ku czci Polaków-ofiar okupanta niemieckiego z lat 1942–1944. Jest położony przy ulicy Przemyskiej w dzielnicy Olchowce, obok cerkwi Wniebowstąpienia Pańskiego. Upamiętnia około 40 Polaków, których w latach 1942–1944 w Olchowcach rozstrzelali Niemcy[5]. Inskrypcja głosi: Miejsce uświęcone krwią Polaków pomordowanych przez oprawców hitlerowskich w latach 1942–1944”. Społeczeństwo miasta Sanoka 1974. Pomnik powstał w czynie społecznym, został odsłonięty 20 lipca 1975 roku, a jego projektantem był Wojciech Kurpik[6][7]. Inicjatorem było sanockiego koło ZBoWiD[4].
- Pomnik upamiętniający żołnierzy 6 Pomorskiej Dywizji Piechoty 1 Armii Ludowego Wojska Polskiego. Znajduje się przy ulicy Jana Pawła II obok Szkoły Podstawowej nr 9 (w latach 1975-1999 Szkoły Podstawowej nr 7) w dzielnicy Wójtostwo. Stanowiły go dwie tablice zainstalowane na trzech, wysokich pionowych przewodach. Pierwsza tablica jest wykonana w barwie złotej – w górnej części zawiera oznaczenia wojskowe i wizerunki trzech żołnierzy i zawiera inskrypcję: Synom Ziemi Sanockiej poległym na polu chwały w szeregach 6 Pomorskiej Dywizji Piechoty, 1 Armii Ludowego Wojska Polskiego w walkach o Warszawę, Wał Pomorski, Kołobrzeg, forsowanie Odry, Berlin. Towarzysze broni, młodzież szkolna, nauczyciele, rodzice. Sanok 9 V 1976[8][9][10]. Druga tablica poniżej u podstawy pomnika zawiera treść: Synowie Ziemi Sanockiej I i II Armii WP polegli o wolność ojczyzny w latach 1943–1945, poniżej listę 75 nazwisk poległych żołnierzy oraz podpis u dołu: Polsko Tobie oddaliśmy życie, Ziemi Ojczystej ciało, Wiarę przyszłym pokoleniom. Zw. Kombatantów RP i BWP Koło w Sanoku. „Nowak”. Pomnik został odsłonięty podczas obchodów Dnia Zwycięstwa w dniu 9 maja 1976 roku[11]. Inicjatorem ustanowienia pomnika był Marian Jarosz[12]. Projektantem tablicy był doc. Józef Galica, a wykonanie przeprowadziła Fabryka Maszyn i Urządzeń Wiertniczych w Gorlicach[11]. Podczas uroczystości 15 maja 1994 pomnik poświęcił ks. Adam Sudoł[13].
- Pomnik Grzegorza z Sanoka upamiętniający Grzegorza z Sanoka. Położony przed budynkiem przy ulicy Teofila Lenartowicza 2, u zbiegu z ulicą Jana III Sobieskiego[2] (pierwotnie był to dom należący do Wilhelma Szomka, a obecnie mieści się w nim Miejska Biblioteka Publiczna im. Grzegorza z Sanoka w Sanoku). Inicjatorem pomnika był Władysław Harajda, ówczesny dyrektor biblioteki[14]. Powstał według projektu Mariana Koniecznego, a wykonało go przedsiębiorstwo GZUT z Gliwic w 1985 roku. Został odsłonięty 27 kwietnia 1986 podczas „Dni Sanoka '86”[15][16][17]. Przedstawia Grzegorza z Sanoka w pozycji stojącej, z prawą ręką uniesioną i rozłożoną jej dłonią oraz z lewą dłonią trzymającą otwartą księgę. W księdze widoczna treść-cytat Grzegorza z Sanoka: Trzeba żyć w taki sposób, żeby swoją działalnością, pracą, twórczością być użytecznym dla innych. Losy kraju i świata nie zależą od sił nadprzyrodzonych, ale od samych ludzi.
- Pomnik upamiętniający artystę malarza, rodowitego sanoczanina Zdzisława Beksińskiego (1929-2005). Znajduje się na sanockim rynku przy frontowej elewacji kamienicy przy ulicy Rynek 14. Autorem rzeźby był Adam Przybysz[18]. Pomnik został odsłonięty 19 maja 2012 roku. Figura jest odlana z brązu, mierzy 180 cm wysokości i waży 200 kg[19].
- Pomnik św. Zygmunta Gorazdowskiego. Znajduje się przy kościele Chrystusa Króla. Przedstawia stojącego ks. Zygmunta Gorazdowskiego skłaniającego się do siedzącej kobiety z dzieckiem na rękach. Treść podpisu na postumencie brzmi: Patron miasta Sanoka Św. Ks. Zygmunt Gorazdowski. 1845 Sanok 1920 Lwów. Autorami było małżeństwo Marek Maślaniec i Agnieszka Świerzowicz, a monument został sfinansowany z darów sanoczan[20] Został odsłonięty 30 października 2010 roku[21].
- Pomnik Jana Pawła II. Znajduje się przy kościele Przemienienia Pańskiego. Inicjatorem i donatorem był były prałat ks. Adam Sudoł. Odsłonięty w czerwcu 2011 roku. Autorami byli Marek Maślaniec i Agnieszka Świerzowicz[21]. Odlewnikiem był Karol Badyna. Inskrypcja brzmi: Bł. Jan Paweł II, Papież. 1978-2005.
- Pomnik kotwice, upamiętniający wodowanie statku morskiego M/S „Sanok”, które miało miejsce 13 maja 1966 roku[22][23][24]. Drobnicowiec został zbudowany w stoczni Aalberg (Dania) i 13 września 1966 roku przekazany Polskim Liniom Oceanicznym, które w 1987 roku zbyły go. Inicjatorką powstania pomnika była Maria Styrkosz. Stanowią go dwie żelazne kotwice na postumencie z brył kamiennych o kształcie sześcianów[25]. Kotwice przekazał Michał Ziółkowski z firmy Hartwig. Monument został odsłonięty kilka miesięcy po wodowaniu statku i znajduje się na Placu Miast Partnerskich. Na monumencie umieszczono inskrypcję o treści: Na pamiątkę wodowania statku m/s „Sanok” 13.09.1966[26][27].
- Pomniki czołgi i wojskowe:
  - pierwszy znajduje się przy ulicy Białogórskiej w dzielnicy Wójtostwo, tuż obok mostu na Sanie łączącego lewobrzeżny Sanok z Białą Górą, w miejscu gdzie przebiegała niemiecko-radziecka granica ustalona 17 września 1939 roku[14]. Stanowi go czołg T-34/85, odsłonięty w ramach kultywowania tradycji 26 Pułku Piechoty podczas obchodów Święta Wojska Polskiego 12 października 1982 w związku z obchodami 39. rocznicy powstania ludowego Wojska Polskiego i 38. rocznicy bitwy pod Lenino[28][29]. W zamierzeniu twórców miał stanowić upamiętnienie zwycięskiego szlaku bojowego Wojska Polskiego z hitlerowskim najeźdźcą, bandami UPA i reakcyjnym podziemiem[30]. Eksponat pochodził z 26 Pułku Czołgów Średnich, który po 1945 stacjonował w dzielnicy Olchowce,
  - przy budynku Wojskowej Komendy Uzupełnień przy ulicy Przemyskiej 2 w dzielnicy Olchowce; jest to model BRDM-1, radziecki opancerzony samochód rozpoznawczy z okresu po II wojnie światowej, czołg T-34/85, działo ZIS-5[31].
- Pomnik św. Michała Archanioła, odsłonięty 17 listopada 2018 na placu św. Michała, poświęcony tego dnia przez ks. abp. Adama Szala[32]. Rzeźba, według projektu Agnieszki Świerzowicz-Maślaniec i Marka Maślańca, została odlana w brązie i liczy łącznie z cokołem 5 m, zaś za projekt budowlany instalacji monumentu odpowiadała inż. arch. Mariola Sidor[33][34]. Zgodnie z atrybutem świętego, na tarczy Archanioła Michała widnieje napis w języku łacińskim: „Quis ut Deus” (pol. „Któż jak Bóg”)[35].
- Pomnik upamiętniający ofiary niemieckich obozów koncentracyjnych w 80. rocznicę śmierci św. Maksymiliana Kolbego, odsłonięty 15 sierpnia 2021 przy kaplicy św. Maksymiliana Marii Kolbego[36][37].
- Umieszczona na kamieniu statuetka Grzesia z Sanoka, odsłonięta 29 grudnia 2023 na rynku[38].

### Pomniki nieistniejące
- W związku z obchodami 300-lecia unii lubelskiej Rada Miejska w Sanoku uchwaliła 6 sierpnia 1869, że w trakcie uroczystości 11 sierpnia 1869 zostaną położone i poświęcone fundamenty pod pomnik na górze Stróżni na gruncie Ignacego Gądylowskiego lub Ksawerego Chmielowskiego lun Katarzyny Stopczyńskiej[39]. Według innej wersji pomnik wraz z tablicą pamiątkową powstał 11 sierpnia 1869 na placu Maryi Panny (obecna ulica Grzegorza z Sanoka); w składzie komitetu jego budowy byli Jan Zarewicz, Karol Pollak, Szymon Drewiński, Saul Pineles[40].
- Pierwszy pomnik Tadeusza Kościuszki (1902-1941). Projekt wykonał rzeźbiarz Julian Markowski ze Lwowa. Projektantem postumentu był inż. Wilhelm Szomek, a współbudowniczym pomnika był architekt miejski, inż. Władysław Beksiński. Pomnik został odsłonięty 28 września 1902 roku na Placu św. Jana. W kwietniu 1941 roku pomnik został zburzony przez niemieckiego okupanta.
- Nieistniejący Pomnik Pamięci, ustanowiony w okresie II wojny światowej podczas okupacji niemieckiej na obszarze parku miejskiego, upamiętniający atak Niemiec na ZSRR; inskrypcja brzmiała: „Zur Erinnerung an den 22. Juni 1941 Festungs-Pionierstab 24 Vorm. Oberbaustab 33. 1940–1942”[41][42]. Na utworzonej formie pomnika została umieszczona kopuła pochodząca z sowieckiego bunkra z Krzywuli koło Leska[43]. Po wojnie, z czasem zostały usunięte metalowe litery stanowiące inskrypcję[44]. Pomnik został zlikwidowany w 1957[44].
- Pomnik Wdzięczności Żołnierzom Armii Czerwonej będący hołdem dla żołnierzy poległych podczas II wojny światowej w walkach o wyzwolenie Sanoka (dawniej pod nazwą Pomnik Wdzięczności Żołnierzom Armii Czerwonej). Znajduje się na Placu Harcerskim przy wschodnim wejściu do parku miejskiego od ulicy Adama Mickiewicza. Został odsłonięty 16 listopada 1977 roku[45] dla upamiętnienia wyzwolenia Sanoka przez Armię Czerwoną w dniu 3 sierpnia 1944 roku. Wcześniej od jesieni 1945 roku w tym miejscu istniał inny pomnik z tym samym upamiętnieniem[46][47], a następnie od 1951 roku obelisk, umieszczony w miejscu małej wojskowej mogiły[48]. Obecny pomnik stoi od 1977 roku (uprzednio przeprowadzono ekshumację ciał żołnierzy, które przeniesiono do utworzonej kwatery na Cmentarzu Centralnym)[49]. Został wykonany z patynowanej miedzianej blachy według projektu Jana Kruga, Wojciecha Frika, Andrzeja Gettera i Józefa Sokowskiego[47]. Pierwotnie upamiętniał miejsce pochówku żołnierzy radzieckich, poległych podczas walk frontowych w 1944 roku[50]. W 1990 roku usunięto inskrypcję bezpośrednio dotyczącą państwa radzieckiego i czerwoną gwiazdę oraz zmieniono napis na cokole pomnika, który obecnie brzmi: Pamięci żołnierzy poległych w walkach o wyzwolenie Sanoka[51]. 15 września 2016 monument został zdemontowany[52][53].

## Krzyże
- Krzyż Powstańców, znajdujący się na Cmentarzu Centralnym przy ulicy Rymanowskiej. Dębowy krzyż w 1923 roku postawili sanoccy harcerze i uczniowie Państwowego Gimnazjum im. Królowej Zofii w Sanoku: Fritz Hotze, Józef Pudełko, Tadeusz Riedrich, Zygmunt Żyłka-Żebracki, dla upamiętnienia polskich powstań niepodległościowych[54]. Umieszczono na nim tabliczkę z napisem: Bohaterom z 1831/63 Harcerze 1923, która została wykonana w Sanockiej Fabryce Wagonów[55]. Pod krzyżem harcerze składali Przyrzeczenie Harcerskie (m.in. ks. hm Zdzisław Peszkowski[56]). W 1980 roku na podstawie z kamieni ustanowiono tablicę z inskrypcją: Bohaterom Powstań Polskich 1980. 11 listopada 1996 roku poświęcono nowy krzyż wraz z odnowioną tabliczką metalową, którą ufundował ówczesny Naczelnik ZHP, Ryszard Pacławski (obecnie jest zamontowana u zbiegu dwóch części drzewa krzyża i zawiera inskrypcję Bohaterom z 1831 63 Harcerze 1923 1996. Dodatkowo na pionowej części drewnianej krzyża znajduje się tabliczka z napisem Ernest Bauman Powstaniec 1831 r. Kawaler V.M. pof. pułku jazdy pozn.[57]
- Krzyże upamiętniający śmierć kilkudziesięciu osób (ok. 70) wskutek wybuchu materiałów palnych na terenie fabryki gumy 2 sierpnia 1944 roku. Kolejne upamiętnienie zostały umieszczone przy ulicy Dworcowej u zbiegu z ulicą Mateusza Beksińskiego[58].
  - Pierwszy, ustanowiony na przełomie lat 50./60., którego wykonawcą i fundatorem był Kowal Andrzej Bar. Obok został posadzona wierzba płacząca przez Józefa Baszaka.
  - Drugi, krzyż metalowy wraz z tabliczką pamiątkową, został ustanowiony w 1994 z inicjatywy klubu seniora „Sanoczanie” przy wsparciu mieszkańców dzielnicy Posada i Rady tej dzielnicy. Inskrypcja głosi: Krzyż postawiono dla upamiętnienia kilkadziesiąt osób, którzy ponieśli tragiczną śmierć w płomieniach jako żywe pochodnie – na skutek wybuchu materiałów palnych na terenie Fabryki gumy w dniu 2 sierpnia 1944 roku. Pamięć o Nich pozostanie żywa w naszych sercach. Mieszkańcy Dzielnicy Posada[59]. W 2014 krzyż został usunięty i przeniesiony na Cmentarz Posada w Sanoku.
  - Trzeci, krzyż w formie monumentu wraz z tablicą pamiątkową, został odsłonięty przed 70. rocznicą zdarzenia, 14 czerwca 2014 roku. Stanowi go granitowy pomnik z krzyżem w otoczeniu stylizowanych płomieni, osadzony na skałach piaskowca[60]. Inskrypcja brzmi: ...miłość i pamięć mocniejsza niż śmierć... Dla uczczenia pamięci kilkudziesięciu ofiar – mieszkańców Sanoka i okolicznych miejscowości, którzy stracili życie w dramatycznym pożarze na terenie Fabryki Gumy w Sanoku w dniu 2 sierpnia 1944 r. W 70. rocznicę tragedii pamiętamy. Społeczny komitet upamiętnienia ofiar tragedii z 1944 r. Radni dzielnicy Posada V kadencji. Sanok, 14.06.2014.[61]
- Pomnik Synom Ziemi Sanockiej Poległym i Pomordowanym za Polskę, znajdujący się na Placu św. Jana. Upamiętnia ofiary walk z II wojny światowej, niemieckich obozów koncentracyjnych, zbrodni katyńskiej, zbrodni UPA – pochodzących z Sanoka i ziemi sanockiej. Jego główna część to krzyż w formię rozciętej pionowo w połowie, umieszczony na brukowanym ukośnym postumencie, na którym u góry znajduje się napis główny: Synom Ziemi Sanockiej Poległym i Pomordowanym za Polskę, na lewym krańcu jest umiejscowiony herb Sanoka, na prawym krańcu Godło Rzeczypospolitej Polskiej, zaś pomiędzy nimi położono 37 tabliczek przywołujących miejsca walk, martyrologii i kaźni począwszy od 1939 roku. Po lewej stronie jest 20 tabliczek: Westerplatte-Hel 1939, Gdynia-Redłowo 1939, Kock 1939, Jurków-Koniecmosty 1939, Wilno 1939–1945, Warszawa 1939–1945, Lwów 1939–1945, Narwik 1940, Tobruk 1941, Londyn 1940–1945, Falaise-Chamboise 1944, Oświęcim 1940–1945, Majdanek 1941–1944, Lenino 1943, Monte Cassino 1944, Arnhem 1944, Puławy-Dęblin 1944, Kołobrzeg 1945, Wał Pomorski 1945, Berlin 1945, a po prawej 17 tabliczek: Sanok Ziemia Sanocka 1939–1944, Dachau 1940–1945, Buchenwald 1940–1945, Mauthausen 1940–1945, Flossenbürg 1940–1945, Neuengamme 1940–1945, Gross Rosen 1940–1945, Kozielsk Katyń 1940, Ostaszków Twer Miednoje 1940, Starobielsk Charków 1940, Workuta 1940–1996, Gruszka k/ Tarnawy 1940, Bełżec 1941–1943, Treblinka 1941–1944, Wołyń 1942–1945, Baligród 1944–1948, Jasiel 1946. Inicjatorem powstania pomnika było Stowarzyszenie Komitet budowy Pomnika Synom Ziemi Sanockiej Poległym za Polskę[62]. Inicjatorem ustanowienia pomnika był Marian Jarosz[12]. Wykonawcą był Jan Tutaj[63][64]. Został odsłonięty w Narodowe Święto Niepodległości 11 listopada 2005 roku (w 87. rocznicę odzyskania przez Polskę niepodległości)[65].
- Pomnik granitowy w formie krzyża (tzw. „Krzyż Przebłagania”[66]) z tablicą pamiątkową przy Zespole Szkół nr 1, upamiętniający wiernych obrządku greckokatolickiego pochowanych w tym miejscu, gdzie do XIX wieku znajdowała się cerkiew Narodzenia Najświętszej Maryi Panny z cmentarzem. Pomnik wraz z tablicą, zaprojektowane przez Władysława Pulnara, został odsłonięty 18 czerwca 2001 i poświęcony przez ks. dr. Andrzeja Skibę[67][68]. Inskrypcja głosi: „Chryste, ci, których ciała / Śpią już w bezmiernym pokoju, / Niech w Twoim Świetle się zbudzą, / By Ciebie wielbić na wieki.” Miejsce upamiętniające wieczny odpoczynek Wiernych obrządku greckokatolickiego, gdzie do XIX w. znajdowała się cerkiew Narodzenia Najświętszej Maryi Panny wraz z cmentarzem. Sanok, 18 czerwca 2011 r.
- Pomnik Golgota Wschodu upamiętniający pochodzące z Sanoka i Ziemi Sanockiej ofiary zbrodni katyńskiej. Znajduje się w zachodniej części cmentarza, obok domu przedpogrzebowego. Pomnik powstał z inicjatywy rodowitego sanoczanina, ks. Zdzisława Peszkowskiego. Głównym jego elementem jest Krzyż Pamięci Ofiar Polskiej Golgoty Wschodu, poświęcony 10 listopada 2008[69][70]. Stanowi go krzyż brzozowy z tabliczką o treści: Ofiarom polskiej Golgoty Wschodu. U podstawy krzyża umieszczono kamienie, na których widnieją trzy tabliczki. Pierwsza zawiera inskrypcję Krzyż wzniesiono z inicjatywy Ks. Prałata Zdzisława J. Peszkowskiego staraniem Hufca ZHP Ziemi Sanockiej. A.D. 2008., druga – W 40-stym nas Matko na Sybir zesłali. Sanok, 04.2009., ufundowana przez Związek Sybiraków, zaś trzecia, upamiętniająca por. Zbigniewa Czekańskiego zawiera cytat ks. Zdzisława Peszkowskiego i informację pamiątkową Sercem i modlitwą otaczam postać dh Z. Czekańskiego, umiłowanego harcerza, konspiratora, bohatera i męczennika, ks. Z. Peszkowski / por. Zbigniew Czekański ur. 4.VII.1907 zginął 30.VI.1941. Z-ca komendanta hufca harcerzy w Sanoku. Dowódca Harcerskiej Kompanii Obrony Lwowa w 1939 r. Instruktor Chorągwi Lwowskiej Szarych Szeregów. Sanok, 18.04.2009. 18 kwietnia 2009, w ramach akcji „Katyń... pamiętamy” / „Katyń... Ocalić od zapomnienia”, w tzw. Alei Katyńskiej wokoło krzyża zostało zasadzonych 21 Dębów Pamięci[71][72][73], honorujących ofiary zbrodni katyńskiej urodzone w Sanoku bądź związane z miastem[74]. W drugą rocznicę śmierci księdza, 8 października 2009, posadzono trzy następne Dęby Pamięci[75], a w piątą rocznicę 8 października 2012 dwa kolejne[76][77]. Zostało upamiętnionych 26 oficerów i funkcjonariuszy: podch. Juliusz Bakoń, ppor. Zygmunt Bezucha, mjr Józef Drzewiecki, kpt. Jan Dulęba, ppor. Włodzimierz Dżugan, ks. ppłk. Szymon Fedorońko, mjr Tadeusz Florczak, ppor. Władysław Godula, ppor. Stanisław Hroboni, ppor. Bronisław Jahn, por. Edward Kilarski, mjr Jan Kosina, chor. Stanisław Mazur, por. Stanisław Michalski, ppor. Władysław Miller, płk Stefan Mozołowski, ppłk Edward Peszkowski, ppor. Zbigniew Przystasz, ppor. Zdzisław Rajchel, st. post. Rudolf Ryndak, por. Tadeusz Słotołowicz, ppłk. Stanisław Styrczula, kpt. Franciszek Szafran, kpt. Aleksander Ślączka, podch. Ludwik Warchał, por. Józef Winter[78].
- Kościół Przemienienia Pańskiego:
  - Krzyż JHS na prawo przy głównym wejściu.
  - Krzyż na wschodniej elewacji kościoła przy ulicy Grzegorza z Sanoka. Inskrypcje u góry: Chrystus wczoraj dziś i na wieki oraz Rok święty 2000. Przy krzyżu tabliczki z nazwami miejsc kaźni: Katyń, Charków, Dachau, Miednoje, Oświęcim upamiętniające ofiary zbrodni katyńskiej. Poniżej tablica z treścią: Poległym w obronie wiary, kościoła i ojczyzny. Mieszkańcom Sanoka A.D. 1998. Krzyż został poświęcony w dniu odpustu parafialnego 6 sierpnia 1998[79].
- Krzyż Misyjny obok Cerkwi św. Dymitra. Inskrypcja na drzewie: W krzyżu miłości nauka. Inskrypcja na tabliczce u podstawy: Pamiątka Misji Świętych. 10–17 kwietnia 2010. Rok kapłański 2009–2010. Ufundowany przez Marię Filipczak oraz Barbarę i Zbigniewa Wawrzyńskich. Ustanowiony 15 kwietnia 2010 roku.
- Krzyż Misyjny obok cerkwi Sobór Świętej Trójcy. Inskrypcja w języku ukraińskim, m.in. lata 988 1988.
- Krzyż Misyjny obok cerkwi Wniebowstąpienia Pańskiego w dzielnicy Olchowce. Inskrypcja na tabliczce brzmi: Sanok-Olchowce. Parafia Wniebowstąpienia Pańskiego. Misje Święte 22–29 czerwca 2003 r. przed Nawiedzeniem Matki Bożej. Misjonarze – O.O. Bernardyni. „Maryjo, prowadź nas do zwycięstwa w Krzyżu Zbawiciela”.
- Krzyż Misyjny obok Kościoła Chrystusa Króla. Inskrypcja na drzewie: W krzyżu zbawienie oraz niżej S.C.J. Na krzyżu umieszczono trzy tabliczki. Inskrypcja na pierwszej: Pamiątka Misji świętych w roku odkupienia 1983, na drugiej Misje Święte. Rok 1993. O.O. Redemptoryści, na trzeciej Misje Święte. Rok 2003. O.O. Jezuici.

## Mogiły, mauzolea i pomniki cmentarne

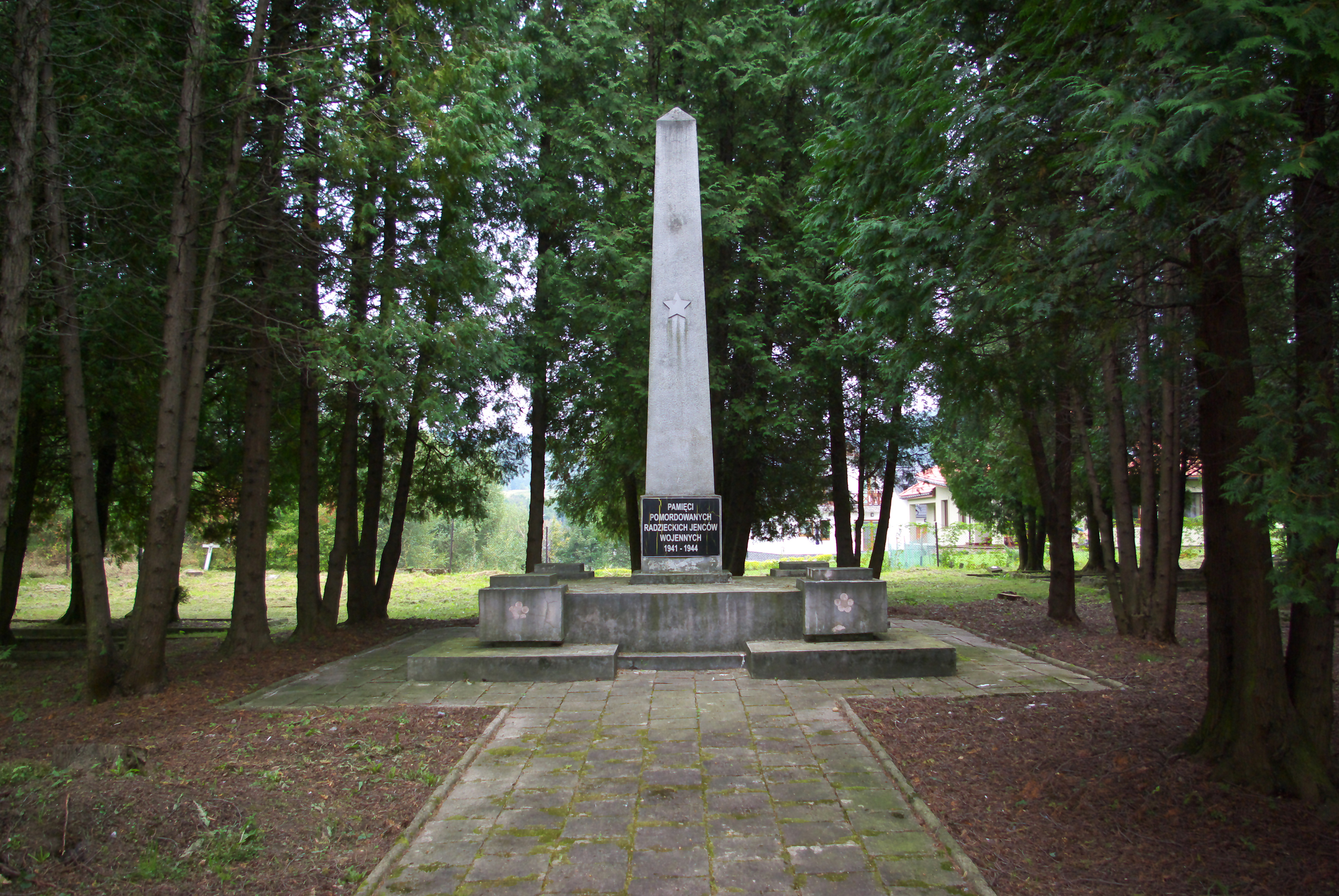
Obelisk na cmentarzu żołnierzy radzieckich w Olchowcach

- Cmentarz Centralny przy ulicy Rymanowskiej:
  - Mauzoleum Ofiar II Wojny Światowej. Zostało ustanowione w 1947 roku. Monumentalny grobowiec zawiera prochy ofiar pochodzących z Sanoka i ziemi sanockiej: uczestników walk na frontach II wojny światowej, członków ruchu oporu, więźniów niemieckich obozów koncentracyjnych i innych pomordowanych. W podziemiu mauzoleum znajduje się metalowa urna zawierający ziemię spod Ściany Śmierci w Auschwitz-Birkenau oraz innych miejsc kaźni. Inicjatorem był Polski Związek Byłych Więźniów Politycznych Hitlerowskich Więzień i Obozów Koncentracyjnych. Projektantem był Stanisław Ryniak, inżynier architekt i zarazem były więzień obozu Auschwitz-Birkenau (jeden z pierwszych osadzonych z nr 31). Forma mauzoleum przypomina piec krematoryjny: otwór frontowy oraz obelisk imitujący komin. Główna inskrypcja na tablicy brzmi Ofiarę z krwi, cierpień i życia złożyli za Ojczyznę w II-giej wojnie światowej. Cześć ich pamięci[80]. W sierpniu 1962 roku na bocznych ścianach pomnika umieszczono dwanaście tablic z imionami i nazwiskami ofiar (pierwotnie było ich 560[5], obecnie łącznie 577 osób). Wśród wymienionych jest burmistrz Sanoka, Maksymilian Słuszkiewicz, aresztowany w 1939 roku i wywieziony jako zakładnik do Buchenwaldu, gdzie został zamordowany w 1940 roku[81]. Inicjatorem akcji umieszczenia tablic był Związek Bojowników o Wolność i Demokrację.
  - Mogiła rozstrzelanych na Gruszce[5]. Znajduje tuż za Mauzoleum Ofiar II Wojny Światowej. Umieszczono w niej ekshumowane szczątki ofiar Polaków rozstrzelanych przez Niemców 5/6 lipca 1940 roku na stoku góry Gruszka nieopodal Tarnawie Dolnej (byli to więźniowie z sanockiego więzienia, aresztowani uprzednio przy przekraczaniu granicy z Węgrami – łącznie 115 osób). Mogiła ma podłużną formę otoczoną żywopłotem, na końcu której znajduje się postument z ułożonych kamieni. Na nim umieszczono tablicę z inskrypcją Męczennikom za wolność i demokrację. Mogiła zbiorowa Polaków zamordowanych bestialsko przez zbirów hitlerowskich w czasie okupacji powiatu sanockiego od września 1939 r. do czerwca 1944 r. Cześć waszej pamięci. oraz na górze rzeźbę Sokoła, autorstwa Stanisława Jana Piątkiewicza, która pierwotnie od 1939 roku miała znajdować się na Gmachu Towarzystwa Gimnastycznego „Sokół” przy ulicy Adama Mickiewicza 13[82]. W 2012 roku rzeźba została odmalowana.
  - Pomnik w kwaterze wojskowej żołnierzy polskich. Spoczywają w niej Polacy polegli w wojnie polsko-ukraińskiej 1918–1919, wojnie polski-bolszewickiej 1919–1920, polskiej wojnie obronnej 1939 roku oraz z walk z UPA 1944–1948. W kwaterze są 154 mogiły pojedyncze oraz dwie mogiły zbiorowe (jedna w północno-zachodnim rogu kwatery, w której spoczywa 10 ofiar[5]) oraz jedna symboliczna zbiorowa, stanowiąca pomnik. Na niej umieszczono postument, z którego wznosi się podłużna, pionowa, sztywna flaga Polski z orłem na szczycie. Na postumencie wyrzeźbiony znak Virtuti Militari oraz tablica pamiątkowa z napisem W hołdzie poległym. Społeczeństwo Sanoka. Projektantem był Edmund Królicki. Budowa została ukończona przed 1 listopada 1959 roku[83]. W 2012 roku mogiły w kwaterze zostały odnowione (odmalowane).
  - Obelisk w kwaterze żołnierzy Armii Czerwonej. Widnieje na nim czerwona gwiazda. Spoczywają w niej żołnierze radzieccy polegli w 1944 w walkach o wyzwolenie ziemi sanockiej. Pochodzili z szeregów 101 korpusu armijnego 38 Armii 1 Frontu Ukraińskiego[5]. Kwaterę założono w latach 1951–1953. Łącznie jest w niej pochowanych 2900 ofiar w 90 mogiłach (78 zbiorowych i 12 indywidualnych).
- Obelisk na cmentarzu jeńców radzieckich przy ulicy ppor. Mariana Zaremby w dzielnicy Olchowce[84][85]. W jego centralnej części znajduje się obelisk z inskrypcją Pamięci pomordowanych radzieckich jeńców wojennych 1941–1944[5][86]. Na cmentarzu jest pochowanych ok. 10 000 zamordowanych w obozie jeńców radzieckich[5][86], pierwotnie pochodzących ze Stalagu 327 w Rymanowie, następnie przetrzymywanych w stalagu w Olchowcach.
- Pomnik na nowym cmentarzu żydowskim przy ulicy Głogowej. Znajduje się w miejscu, gdzie podczas II wojny światowej odbywały się egzekucje na ludności żydowskiej. Pomnik ustanowiono w 1988 roku z inicjatywy Fundacji Rodziny Nissenbaumów. Projektantem i wykonawcą był Jan Pastuszak z Józefowa. Inskrypcja brzmi: „Kto stanie przed tym pomnikiem, niechaj pochyli głowę i z czcią wspomni męczenników poległych za ojczyznę i wiarę, za godność i wolność wszystkich ludzi – przeciw bestialstwu ludobójczego rasizmu. Spokój ich szczątkom! W tym miejscu w czasie II wojny światowej zostali zamordowani przez hitlerowców Żydzi, Polacy, Łemkowie i Starorusini. Israel Singer. Fundacja Rodziny Nissenbaumów. 1988.”[87][88][89].

## Rzeźby

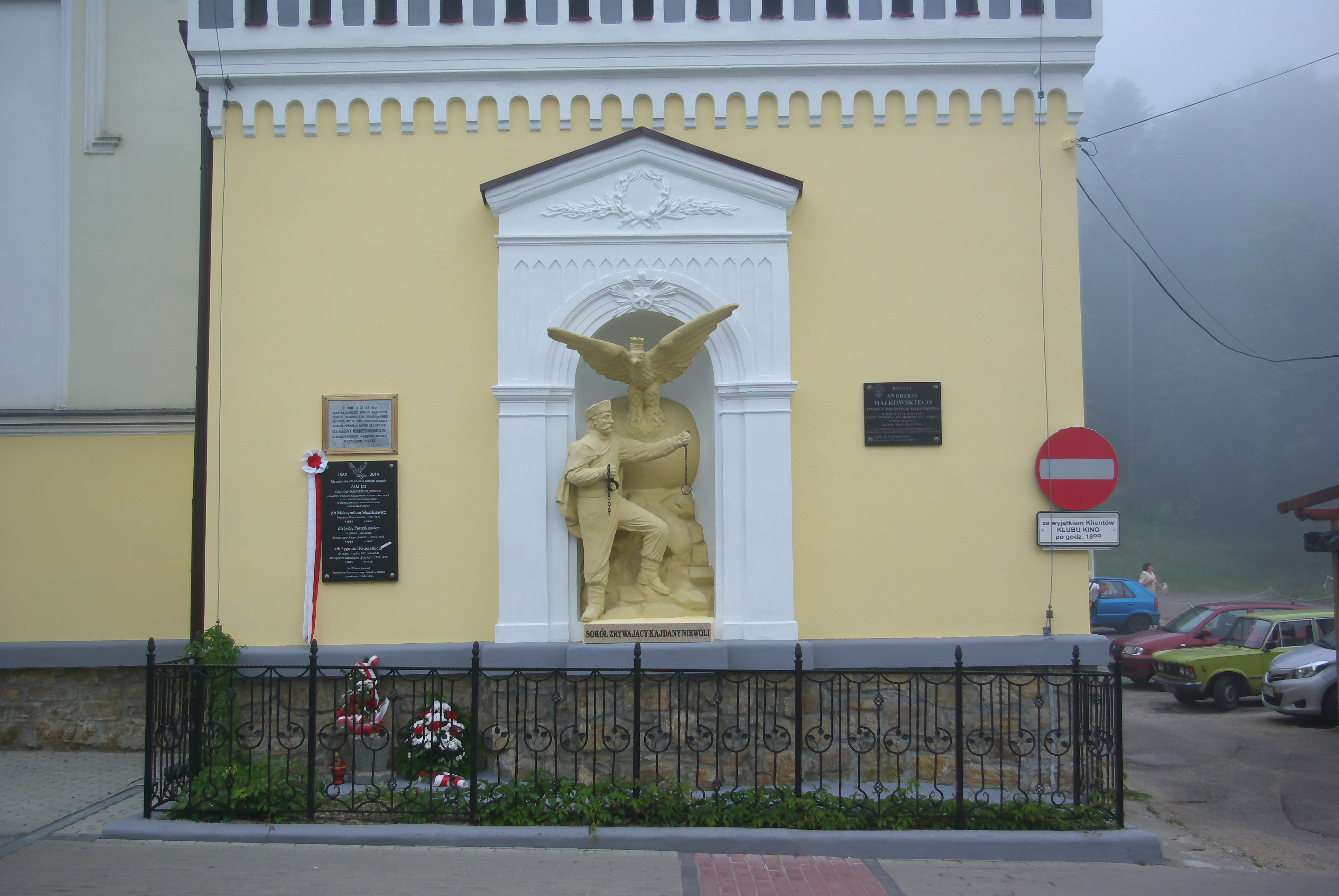
Rzeźba sokolnika z sokołem i tablice pamiątkowe na budynku TG „Sokół”

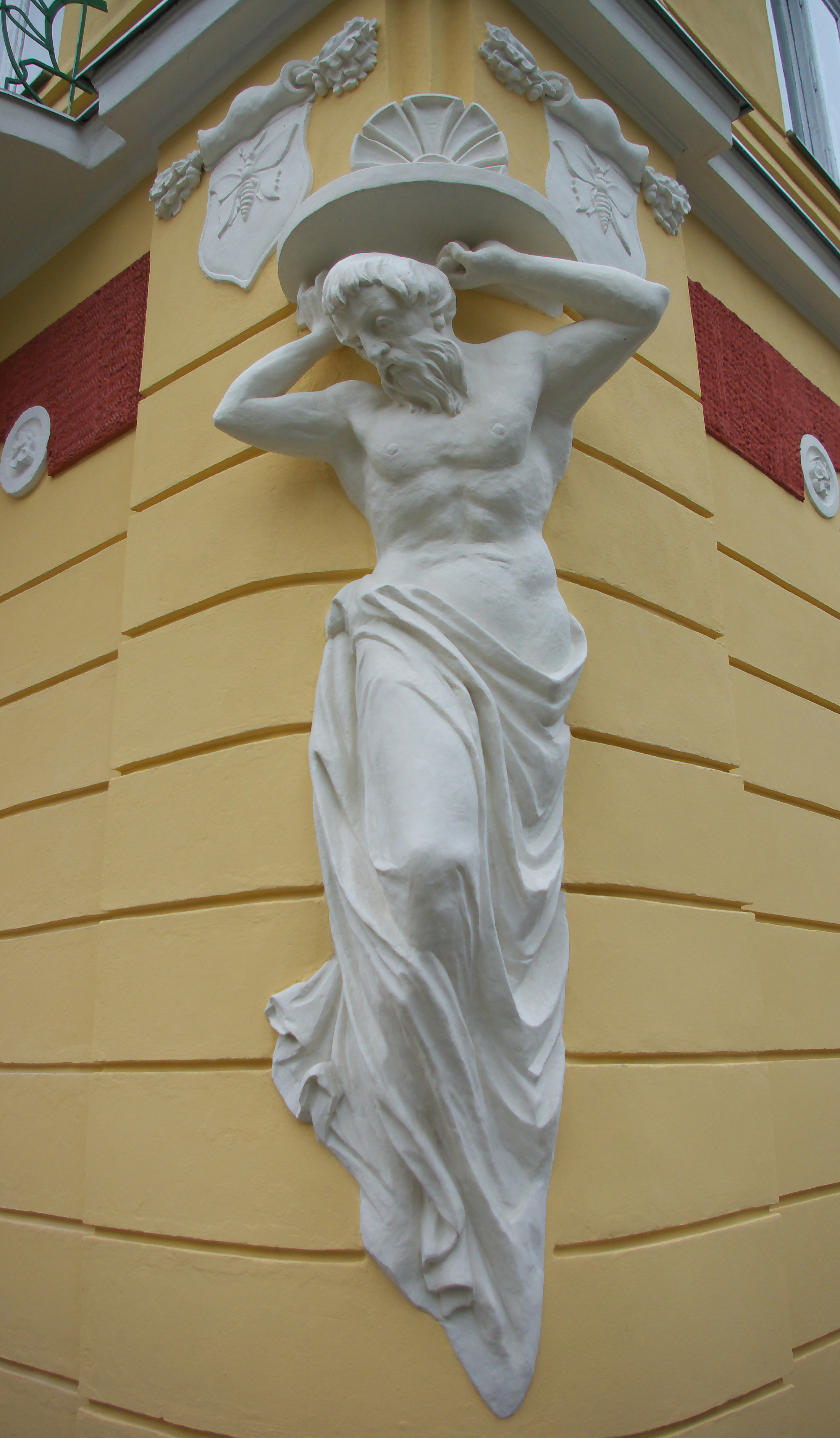
Rzeźba Atlasa na kamienicy przy ulicy Kazimierza Wielkiego 6

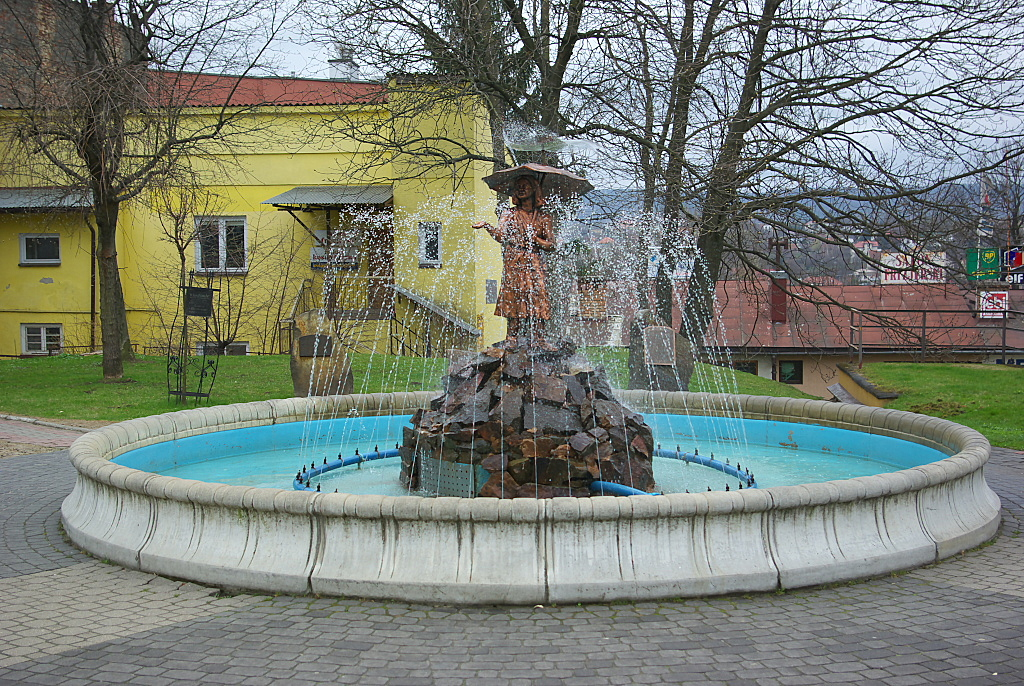
Fontanna z Płaczącą Dziewczynką na Placu Miast Partnerskich

- Gmach Towarzystwa Gimnastycznego „Sokół”:
  - Rzeźby Sokoła. Istniały cztery, a każda z nich znajdowała się na południowym krańcu kalenicy dachu budynku.
    - Pierwsza, pierwotna z 1900 roku. Zniszczona.
    - Druga, kamienna rzeźba z 1939 roku, która miała zastąpić pierwotną-zniszczoną. Autorem był Stanisław Jan Piątkiewicz, który latem 1939 roku wykonał dzieło i przekazał je 30 sierpnia 1939 roku, lecz nie odebrał zapłaty, jako że dzień później został powołany do Wojska tuż przed wybuchem II wojny światowej (wskutek tego doszło także do zainstalowania rzeźby). W czasie okupacji od 1941 roku stała na dziedzińcu obok sanockiego zamku[90][91] oraz w budynku gospodarczym opodal, a po wojnie ok. 1950 została umieszczona na klombie przed wejściem do budynku zamku. Po wojnie Piątkiewcz wprawdzie otrzymał zapłatę za wykonanie dzieła, ale rzeźba nie powrócił na planowane wcześniej miejsce w związku z delegalizacją Towarzystwa Gimnastycznego „Sokół”. Ostatecznie pod koniec lat 50. została umieszczona na zbiorowej mogile 117 zamordowanych Polaków (więźniów sanockiego więzienia, zamordowanych przez Niemców na stoku góry Gruszka), która znajduje się na Cmentarzu Centralnym przy ulicy Rymanowskiej[92][93][94].
    - Trzecia, autorstwa Adama Przybysza, wykonana w 2003 roku uległa dezintegracji materiałowej (odpadły skrzydła) i 22 czerwca 2011 roku została usunięta.
    - Czwarta, obecna, została zainstalowana 29 czerwca 2012 roku podczas uroczystości 123. rocznicy powstania TG „Sokół” w Sanoku (autorem był dr Krzysztof Woźniak, zmarły przedwcześnie)[95].

  - Rzeźba Sokolnika zrywającego orłu łańcuchy niewoli. Pierwszy egzemplarz rzeźby nie istnieje. Według Edwarda Zająca został umieszczony we wnęce fasady budynku w roku oddania go do użytku, czyli 1899[96]. Według innego źródła autorem rzeźby sokolnika był Józef Sitarz[97], urodzony w 1885, który tworzył w późniejszym czasie w okresie II Rzeczypospolitej. Rzeźba została zniszczona przez Niemców podczas II wojny światowej[98]. W okresie PRL we wnęce, w miejsce gdzie istniała rzeźba, została umieszczona kula. Druga, obecna rzeźba sokolnika, ma niemal identyczny wygląd, jest autorstwa Adama Przybysza i została odsłonięta 11 listopada 2003 roku. Organizatorką uroczystości była Krystyna Chowaniec[99].
- Kamienica przy ulicy Kazimierza Wielkiego 6:
  - Rzeźba Atlasa na rogu elewacji kamienicy (z tego budynek zwany jest „Dom pod Atlasem”), autorstwa Stanisława Piątkiewicza[100].
  - Rzeźba Matki Boskiej, znajdująca się wewnątrz budynku na klatce schodowej.
- Kościół i klasztor Franciszkanów w Sanoku:
  - Rzeźba Matki Boskiej z Dzieciątkiem (XVIII wiek).
  - Rzeźba Najświętszej Marii Panny położona przy kościele w ogródku przylegającym do kamienicy przy ulicy Rynek 18. U jej podstawy inskrypcja: 1377 600 lat Franciszkanów w Sanoku 1977. Odmalowana w 2012 roku. Pierwotnie w tym miejscu od 1898 znajdowała się figura Jezusa Chrystusa, wykonana przez Stanisława Piątkiewicza[101] stanowiąca kopię posągu Chrystusa projektu Duńczyka Bertela Thorvaldsena[102] (umieszczonego w kaplicy Potockich na Wawelu). Jej fundatorem był Karol Gerardis[103], który ofiarował postument. Była wykonana z wapna hydraulicznego[104][105]. Figura znajdowała się w tym miejscu do lat 70. XX wieku.
  - Figura Antoniego z Padwy z Dzieciątkiem Jezus (w przedsionku).
  - Figurka św. Franciszka z Asyżu umiejscowiona nad bramą wejściową od ulicy Franciszkańskiej.
- Kościół Przemienienia Pańskiego w Sanoku:
- Na elewacji frontowej budynku została umieszczona rzeźba przedstawiająca Matkę Bożą Niepokalanie Poczętą autorstwa Stanisława Piątkiewicza, wykonana ok. 1903-1906 na cześć 50-lecia Dogmatu o Niepokalanym Poczęciu Najświętszej Maryi Panny[106].
- Figura Matki Bożej w przedsionku kościoła po lewej stronie[107].
- Kościół Najświętszego Serca Pana Jezusa w Sanoku:
  - Rzeźba Jezusa Chrystusa nad wejściem głównym.
  - Płaskorzeźba św. Faustyny na frontowej fasadzie budynku po lewej stronie.
  - Płaskorzeźba św. Jana z Dukli na frontowej fasadzie budynku po prawej stronie.
- Popiersia w gmachu ratusza przy ulicy Rynek 1 (znajdują się na schodach wejściowych w budynku). Na czterech rzeźbach przedstawione są osoby związane z Sanokiem: Bronisław Prugar-Ketling (1891-1948, generał dywizji |Wojska Polskiego), Adam Didur (1874-1946, śpiewak), Julian Krzyżanowski (1874-1946, historyk literatury) i Adam Fastnacht (1913-1987, badacz historii Sanoka i Ziemi Sanockiej). Dwa ostatnie popiersia wykonał Adam Przybysz.
- Popiersie Grzegorza z Sanoka, umieszczone w holu hotelu Dom Turysty przy ulicy Adama Mickiewicza 29.
- Aleja Najświętszej Maryi Panny na Dąbrówce:
  - Rzeźba Matki Boskiej. Tabliczka z treścią: Ave Maria 1981.
  - Rzeźba Jezusa niosącego krzyż z tabliczką Sursum Corda 1981–1983.
  - Rzeźba Jana Chrzciciela niosącego Dzieciątko Jezus.
- Cerkiew Wniebowstąpienia Pańskiego w Olchowcach[108][109]:
  - Figura św. Jana z Dukli na postumencie przy parkingu obok świątyni, pierwotnie na ściętym pniu drzewa
  - Rzeźba Matki Boskiej w oszklonej gablocie (z lat 1999–2002) w ogrodzie przy świątyni
  - Figura św. Stanisław Kostki w otoczeniu plebanii
  - Rzeźba Jezusa Frasobliwego z drewna przy plebanii
  - Figura św. Józefa z Dzieciątkiem Jezus w drewnianej kapliczce na ściętym pniu drzewa w ogrodzie przy świątyni
- Figura Świętego Floriana na fasadzie budynku „Domu Strażaka” – Ochotniczej Straży Pożarnej w Sanoku przy ulicy Przemyskiej 58 w dzielnicy Olchowce; odsłonięta w maju 2000[110].
- Rzeźba Najświętszej Maryi Panny Niepokalanie Poczętej przy ulicy Generała Władysława Sikorskiego[111]. Została poświęcona 21 czerwca 1947 przez ks. Władysława Zulaka[112]. Na tablicy inskrypcja Figurę Najświętszej Maryi Panny Niepokalanego Poczęcia ufundowała Cecylia Greczner wieloletnia dyrektorka Szkoły im. Świętej Kingi. Odnowiona przez PGNiG Oddział w Sanoku w latach 2008–2009.
- Rzeźba Matki Boskiej na prywatnej posesji przy ulicy Rymanowskiej 68[113]. Upamiętnia konstytucję apostolską „Ineffabilis Deus” papieża Piusa IX o niepokalanym poczęciu Najświętszej Maryi Panny, ogłoszoną 8 grudnia 1854 roku. Rzeźba powstała w 1905 roku na jubileusz 50-lecia tego wydarzenia. Fundatorem rzeźby był Jakub Borczyk. Treść inskrypcji na tablicy umieszczonej na postumencie: Królowo Polski módl się za nami! Na pamiątkę 50-letniego jubileuszu Niep. Poczęcia N.M.P. 1854 8/XII 1904[114]. Treść częściowo nieczytelna wskutek uszkodzenia tablicy.
- Rzeźba św. Józefa, powstała ok. 1932, pierwotnie znajdująca się obok Ochronki, założonego przez Galicyjskie Zgromadzenie Sióstr Służebniczek NMP ze Starej Wsi, przy obecnej ulicy Gen. Władysława Sikorskiego w Sanoku, usunięta podczas II wojny światowej[112], następnie obok byłej siedziby Domu Dziecka przy ulicy Adama Mickiewicza 38[115][116]. Później została przeniesiona obok nowej siedziby Domu Dziecka, od 2008 mieszczącej się w budynku internatu przy Zespole Szkół nr 4 im. Króla Kazimierza Wielkiego (następnie ZS nr 5) przy ulicy Sadowej 21[117][118].
- Rzeźba Jezusa Chrystusa na fasadzie Willi Zaleskich.
- Dwie rzeźby: Najświętszego Serca Pana Jezusa i Niepokalanego Serca Maryi, umieszczone na fasadzie kamienicy przy ulicy Henryka Sienkiewicza 3[119].
- Plac Miast Partnerskich:
  - Rzeźba „Dziewczynka w deszczu”, także jako „Dziewczynka (bądź „panienka”) z parasolem”, umieszczona w fontannie[120]. Została ufundowana przez sanockich przedsiębiorców i zainstalowana w listopadzie 2004[121][122], autorem projektu był Adam Przybysz[123], wsparcia finansowego przy powstaniu udzielił Podkarpacki Bank Spółdzielczy[124].
  - Rzeźba lwa na postumencie, dla upamiętnienia 20-lecia współpracy partnerskiej miast Sanoka i Reinheim; odsłonięta podczas uroczystości rocznicowych 2 sierpnia 2014; inskrypcja głosi: Reinheim Sanok 1994–2014[125].
- Rzeźby plenerowe autorstwa Romana Tarkowskiego: rzeźba „Woje” ustanowiona przy ulicy Zamkowej w Sanoku w czerwcu 1975 z okazji Dni Kultury Oświaty, Książki i Prasy[126]; rzeźba „Diana z sarenką”, pierwotnie umiejscowiona na placu św. Jana[127], na początku XXI wieku przeniesiona w sąsiedztwie Zamku Królewskiego.
- Rzeźby plenerowe wykonane jako prace dyplomowe studentów Akademii Sztuk Pięknych w Krakowie, wykonane: w 1975 na terenie zieleńca Okopisko i na dziedzińcu zamkowym[128], sześć rzeźb na terenie zieleńca Okopisko z początku lat 80. XX wieku, trzy rzeźby na obszarze dzielnicy Wójtostwo z lipca 1986 (m.in. przy ulicy Romualda Traugutta i ulicy Mikołaja Kopernika)[129][130]. Jednym z organizatorów plenerów twórczych była fabryka Autosan[131].
- Figura Trzech znajdująca się przy siedzibie Państwowej Wyższej Szkoły Zawodowej im. Jana Grodka. Przedstawia trzy postacie.
- Popiersie ks. Zdzisława Peszkowskiego odsłonięte na Placu Harcerskim w 104 rocznicę urodzin kapłana 23 sierpnia 2022[132].

## Kamienie pamiątkowe
- Kamień upamiętniający Adama Mickiewicza. Znajduje się na kopcu Adama Mickiewicza na terenie parku miejskiego, na szczycie Góry Parkowej. Stanowi betonowy postument z inskrypcją Adamowi Mickiewiczowi 1798–1898[133].
- Kamień 1000-lecia upamiętniający Tysiąclecie Państwa Polskiego. Znajduje się przy ulicy Grzegorza z Sanoka obok budynku Ramerówka. Inskrypcja brzmi Tysiąc lat państwa Polskiego. Osiemset lat Sanoka 1960. Odsłonięty 25 kwietnia 1960 roku. Autorami projektu pomnika byli Kazimierz Florek i inż. Edmund Królicki, zaś wykonawcą Stanisław Jan Piątkiewicz[134].
- Kamień położony w ogrodzie przy budynku przy ulicy Teofila Lenartowicza 2 (Miejska Biblioteka Publiczna). Na nim tabliczka z inskrypcją upamiętniającą pierwszą wzmiankę o Sanoku z 1150 roku oraz otrzymanie praw miejskich w 1339 roku: Pod datą 1150 roku, kronikarz opisujący najazd króla węgierskiego Gejzy II na Ruś Halicką zapisał w Latopisie Hipackim następujące słowa: „...Król zaś przeszedł Góry i wziął gród Sanok, i posadnika jego ujęto...”. Jest to pierwsza wzmianka o naszym grodzie. Prawa miejsce: – 1339 -.
- Kamień z tablicą pamiątkową przy Zespole Szkół nr 1 (dawnej Zespół Szkół Ekonomicznych), z inskrypcją opisującą historię budynku szkoły w latach 1891–2010.
- Pomnik upamiętniający poległych funkcjonariuszy Powiatowego Urząd Bezpieczeństwa Publicznego w (PUBP) w Sanoku, którzy zginęli w walce oddziałem partyzantki antykomunistycznej Antoniego Żubryda. Znajduje się przy ulicy Krakowskiej w dzielnicy Dąbrówka, obok dworca kolejowego Sanok Dąbrówka. Stanowią go trzy kamienie pamiątkowe. Na jednym z nich pierwotnie została umieszczona tablica z inskrypcją: „W dowód pamięci zamordowanych funkcjonariuszy P.U.B.P. w dn. 30.04.1946 przez bandę Żubryda: Drwięgi Bronisława, Kudy Karola, Łabudy Juliana. Społeczeństwo Sanoka. Październik 1974”, która zaginęła w latach 90. XX wieku[135]. Projektantką pomnika była Barbara Bandurka, a ustanowiły go w 1974 roku władze PRL. Pomnik został odsłonięty w październiku 1974. Tablica z inskrypcją zaginęła w latach 90. XX wieku, pozostały tylko trzy kamienie[136].
- Kamień pamiątkowy upamiętniający 2 Pułk Strzelców Podhalańskich. Jest położony przed budynkiem przy ulicy Adama Mickiewicza 21, stanowiącym dawniej koszary wojskowe, a obecnie jest siedzibą Państwowej Wyższej Szkoły Zawodowej im. Jana Grodka w Sanoku[137]. Został odsłonięty 3 października 1993[138][139]. Upamiętnia żołnierzy 2 Pułku Strzelców Podhalańskich oraz AK. Projektantem obelisku był st. chorąży Andrzej Siwiec. Pomnik zawiera herb 2 PSP oraz tablicę z inskrypcją o treści: Pamięci żołnierzy 2 PSP i ich kontynuatorom z AK Obwodu „SAN” w walce o niepodległość Polski. Społeczeństwo Ziemi Sanockiej[140].
- II Liceum Ogólnokształcące im. Marii Skłodowskiej-Curie w Sanoku przy ulicy Adama Mickiewicza 11:
  - Kamień pamiątkowy upamiętniający zjazd absolwentów w 100-lecie istnienia szkoły w 2008 roku z inskrypcją na tablicy Nie byliśmy tylko nazwiskami w dziennikach, to my tworzyliśmy historię tej szkoły – uczestnicy zjazdu 80-lecia szkoły. Umieszczony przy wschodniej fasadzie budynku szkoły.
  - Kamień pamiątkowy upamiętniający kalendarium historii liceum (1898-2008), wypisane na tablicy. Umieszczony przy wschodniej fasadzie budynku szkoły.
- Kamień pamiątkowy upamiętniający setną rocznicę urodzin Aleksandra Rybickiego (1904-1983), założyciela Muzeum Budownictwa Ludowego. Ustanowiony w 2004 roku na terenie skansenu, w obrębie przeniesionego tam Kościoła z Bączala Dolnego. Inskrypcja brzmi: Aleksander Rybicki 1904-1983. Założycielowi muzeum i jego pierwszemu dyrektorowi w 100-lecie urodzin. Sanok 2004. Pracownicy.
- Trzy kamienie z tablicami pamiątkowymi na Placu Miast Partnerskich poświęcone historii współpracy Sanoka z niemieckim miastem Reinheim i ze słowackim Humenné oraz trzeci upamiętniający generalnie międzynarodową współpracę partnerską Sanoka i dotyczący fontanny umieszczonej na środku placu[24].
  - Kamień z inskrypcją: X Jahre Partnerschaft – X lat współpracy Reinheim Sanok 1994–2004. Odsłonięty 24/25 lipca 2004[141].
  - Kamień z inskrypcją: X lat partnerstwa – X rokov partnerstva Humenne Sanok 1996–2006.
  - Kamień z inskrypcją: Fontanna partnerstwa miast. Z inicjatywy Regionalnej Izby Gospodarczej fontannę ufundowali i wykonali przedsiębiorcy sanoccy dla mieszkańców miasta. Wymienieni fundatorzy i zespół projektantów. Sanok 2004 r.
- Kamień pamiątkowy umieszczony przy ulicy Zamkowej, w miejscu położonym naprzeciw istniejącej w przeszłości Wielkiej Synagogi. Pomnik odsłonięty w 2014 upamiętnia Żydów pomordowanych w latach II wojny światowej w Sanoku. Zgodę wyraziła Rada Miasta Sanoka uchwałą z 25 kwietnia 2013, zaś środki celem ufundowania obiektu zapewniono w budżecie miasta[142]. Inskrypcja o treści zaproponowanej przez Towarzystwo Przyjaźni Izrael–Polska, w języku polskim, hebrajskim i angielskim brzmi: Naprzeciw znajdowała się synagoga, zbezczeszczona i spalona przez niemieckich okupantów. Pamięci ponad 10 000 Żydów z Sanoka i okolic zamordowanych w latach II wojny światowej przez niemieckich ludobójców[143][144].
- Kamień pamiątkowy ustanowiony przed kościołem Przemienienia Pańskiego, stanowiący upamiętnienie misji świętych w dniach 1–8 kwietnia 2017; inskrypcja brzmi: Miłość Chrystusa przynagla nas (2Kor 5, 14). Parafialne misje ewangelizacyjne 1–8 kwietnia 2017[145].

## Drzewa pamiątkowe

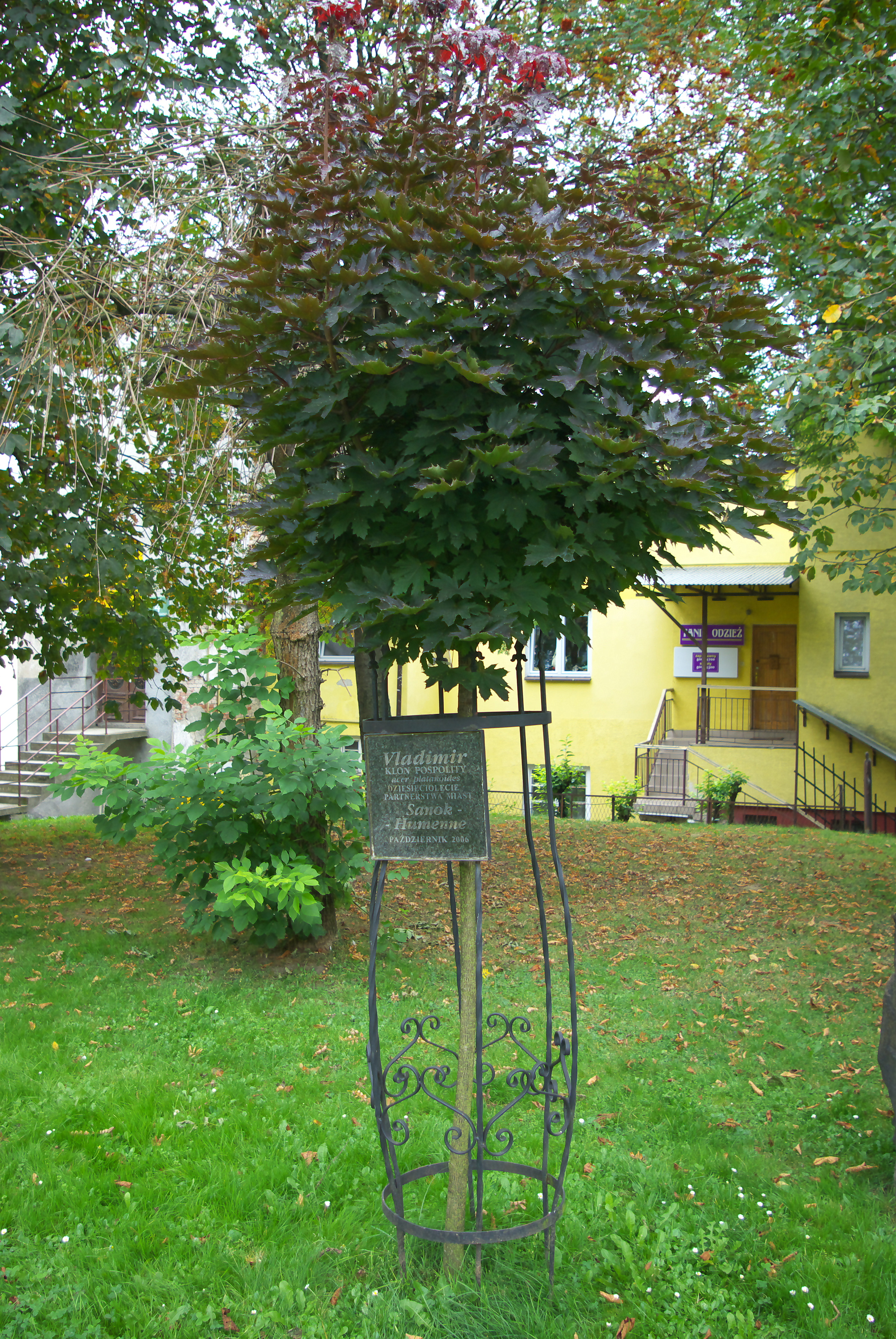
Vladimir – klon pospolity – na Placu Miast Partnerskich

- Dąb czerwony zasadzony na terenie Państwowej Wyższej Szkoły Zawodowej im. Jana Grodka w Sanoku przez Zarząd Rejonowy Ligi Ochrony Przyrody w Sanoku z okazji Narodowego Dnia Święta Niepodległości[146].
- Surmia bignoniowa zasadzona przy zachodniej fasadzie kościoła Przemienienia Pańskiego 14 listopada 2004 roku podczas obchodów 100-lecia Towarzystwa Przyjaciół Sanoka i Ziemi Sanockiej[147]. Inskrypcja na tabliczce informuje: TUMS. Surmia bignoniowa. Catalpa bignonioides nana. W stulecie utworzenia Towarzystwa Upiększania Miasta Sanoka. Zarząd Okręgu bieszczadzkiego LOP. Sanok, listopad 2004.
- Dąb kolumnowy upamiętniający artystę-malarza Zdzisława Beksińskiego, zasadzony w Zieleńcu Beksińskiego przy ulicy Jagiellońskiej (miejscu, w którym do 1970 roku mieszkał Zdzisław Beksiński)[148]. Inskrypcja na tabliczce brzmi: W hołdzie wielkiemu sanoczaninowi Zdzisławowi Beksińskiemu. Zarząd Okręgu Bieszczadzkiego LOP. Sanok 11 listopada 2005. Został odsłonięty 10 listopada 2005[149].
- Bożodrzew upamiętniający Jana Pawła II, zasadzony przed kościołem Chrystusa Króla przy ulicy Jana Pawła II, w pierwszą rocznicę jego śmierci, 2 kwietnia 2006. Inskrypcja na tabliczce informuje: Bożodrzew Ailanthus glandulosa w hołdzie papieżowi Janowi Pawłowi II Honorowemu Obywatelowi Sanoka. Burmistrz miasta, Rada Miasta Sanoka, Zarząd Okręgu Bieszczadzkiego LOP. Sanok 2 kwietnia 2006.
- Klon purpurowy „Sobieski” przy ulicy Stawiska w dzielnicy Zatorze. Inskrypcja na tabliczce oznajmia: „Sobieski” klon purpurowy. Drzewo posadzone z okazji jubileuszu 50-lecia powstania Osiedla im. Króla Jana III Sobieskiego. Sanok 16.09.2007.
- Platan poświęcony ks. Zdzisławowi Peszkowskiemu przed Szkołą Podstawową nr 4 im. ks. Zdzisława Jastrzębiec Peszkowskiego w Sanoku. Inskrypcja na tabliczce brzmi: Platan platanus acerifolia „Jastrzębiec” ku pamięci Księdza Prałata Zdzisława Jastrzębca Peszkowskiego, Wielkiego Sanoczanina. Listopad 2007. Zarząd Okręgu Bieszczadzkiego LOP.
- Plac Harcerski, strona południowa, granicząca z II Liceum Ogólnokształcącym:
  - Grujecznik japoński upamiętniający Ignacego Łukasiewicza. Inskrypcja na tabliczce głosi: Grujecznik japoński (cercidiphyllum japonicum) w hołdzie Ignacemu Łukasiewiczowi. Burmistrz Miasta Sanoka, PGNiG S.A. Oddział w Sanoku. Zarząd Okręgu Bieszczadzkiego LOP. 11 listopada 2009.
  - Brzoza brodawkowata upamiętniająca jubileusz 85-lecia istnienia Ligi Ochrony Przyrody. Została zasadzona 23 listopada 2013. Inskrypcja na tabliczce głosi: 85 lat Ligi Ochrony Przyrody 1928-2013. Brzoza brodawkowata. Betula pendula. ZBO LOP. Sanok, 23 XI 2013.
  - Klon „Rotmistrz” upamiętniający Witolda Pileckiego, odsłonięty 11 listopada 2015; inskrypcja na tabliczce brzmi: Rotmistrz. Klon (Acer campestre ‘Postelense’) w hołdzie rtm. Witoldowi Pileckiemu. Burmistrz miasta Sanoka, Zarząd Okręgu Bieszczadzkiego LOP. 11 listopada 2015[150].
  - Brzoza brodawkowata „Inka” upamiętniająca Danutę Siedzikównę ps. „Inka”. uroczystość odsłonięcia drzewa odbyła się 10 listopada 2016[151]. Inskrypcja na tabliczce brzmi: „Inka”. Brzoza (Betula pendula Roth) w hołdzie Danucie Siedzikównej. Burmistrz miasta Sanoka, Zarząd Okręgu Bieszczadzkiego LOP. 11 listopada 2016.
  - Drzewo pamiątkowe poświęcone papieżowi Janowi Pawłowi II. Inskrypcja na tabliczce głosi: Świętemu Janowi Pawłowi II. Patronowi młodzieży OHP. Uczestnicy 9-8 Hufca Pracy w Sanoku. 5 kwietnia 2017.
  - Klon „Kazimierz” upamiętniający Kazimierza Tumidajskiego. Inskrypcja na tabliczce brzmi: Kazimierz. Klon (Acer negundo) w hołdzie Kazimierzowi Tumidajskiemu. 11 listopada 2017. Burmistrz miasta Sanoka, Okręg Bieszczadzki LOP. Został odsłonięty 10 listopada 2017[152].
- Park miejski im. Adama Mickiewicza – cztery drzewa pamiątkowe poświęcone działaczom harcerstwa 2 października 2010[153][154]:
  - Platan poświęcony Andrzejowi Małkowskiemu (1888-1919). Tabliczka oznajmia: Platan „Andrzej” w hołdzie Andrzejowi Małkowskiemu twórcy harcerstwa polskiego. Hufiec ZHP Ziemi Sanockiej im ks. hm. Zdzisława Peszkowskiego. 100 lat harcerstwa polskiego. Sanok, 2 X 2010.
  - Platan poświęcony Oldze Małkowskiej (1888-1979). Tabliczka oznajmia: Platan „Oleńka” w hołdzie hm. Oldze Małkowskiej twórczyni harcerstwa żeńskiego. Hufiec ZHP Ziemi Sanockiej im ks. hm. Zdzisława Peszkowskiego. 100 lat harcerstwa polskiego. Sanok, 2 X 2010.
  - Platan poświęcony Albinie Wójcik (1901–1982). Tabliczka oznajmia: Platan „Albina” w hołdzie hm. Albinie Wójcik, wieloletniej komendantce sanockiego hufca harcerek. Hufiec ZHP Ziemi Sanockiej im ks. hm. Zdzisława Peszkowskiego. 100 lat harcerstwa polskiego. Sanok, 2 X 2010.
  - Platan poświęcony Czesławowi Borczykowi (1910-2004). Tabliczka oznajmia: Platan „Czesław” w hołdzie hm. Czesławowi Borczykowi, wieloletniemu komendantowi sanockiego hufca. Hufiec ZHP Ziemi Sanockiej im ks. hm. Zdzisława Peszkowskiego. 100 lat harcerstwa polskiego. Sanok, 2 X 2010.
- Gimnazjum nr 2 im. Królowej Zofii:
  - Klon pospolity zasadzony w Narodowe Święto Niepodległości 11 listopada 2008. Tabliczka informuje: Klon pospolity Acer platanoides „Crimson sentry”. Sanok, 11 listopada 2008. Znajduje się przy głównym wejściu do budynku.
  - Magnolia „Konstytucja” zasadzona w rocznicę uchwalenia Konstytucji 3 maja Tabliczka informuje: Magnolia „Konstytucja”. Sanok, 3 maja 2012 r.[155] Znajduje się w południowo-zachodnim rogu nieruchomości.
  - Trzy dęby szypułkowe honorujące trzech absolwentów gimnazjum, którymi byli literaci trzech narodowości: Ukrainiec Bohdan Ihor Antonycz (1909-1937), Żyd Kalman Segal (1917-1980) i Polak Marian Pankowski (1919-2011). Każdorazowa inskrypcja brzmi: Dąb szypułkowy. Quercus robur. „Bohdan” (wzgl. „Kalman”, „Marian”) Sanok, dnia 21 czerwca 2014 – Światowy Zjazd Sanoczan.
- Klon pospolity przy budynku Szkoły Podstawowej nr 1 im. gen. Bronisława Prugara-Ketlinga w Sanoku przy ulicy Aleja Szwajcarii 5, upamiętniający gen. Bronisława Prugara-Ketlinga. Inskrypcja głosi: Klon „Generał” w hołdzie patronowi szkoły Bronisławowi Prugarowi – Ketlingowi Społeczność Szkoły. Jubileusz 20-lecia Szkoły Podstawowej nr 1 im. gen. Bronisława Prugara-Ketlinga. Sanok, dnia 3 czerwca 2011.
- Plac Miast Partnerskich:
  - Klon pospolity zasadzony dla upamiętnienia dziesięciolecia współpracy partnerskiej Sanoka z niemieckim miastem Reinheim, nazwany od imienia burmistrza Reinheim, Karla Hartmanna. Inskrypcja na tabliczce: Karl. Klon pospolity / acer platnoides. Dziesięciolecie partnerstwa miast Sanok – Reinheim. Lipiec 2004 r. Został zasadzony w trakcie obchodów jubileuszu 10-lecia współpracy między miastami w 2004 roku.
  - Klon pospolity zasadzony dla upamiętnienia dziesięciolecia współpracy partnerskiej Sanoka ze słowackim miastem Humenné, nazwany od imienia burmistrza Humennégo, Vladimíra Kostilníka. Inskrypcja na tabliczce: Vladimir. Klon pospolity / acer platnoides. Dziesięciolecie partnerstwa miast Sanok – Humenné. Październik 2006. Został zasadzony w trakcie obchodów jubileuszu 10-lecia współpracy między miastami w dniach 6–7 października 2012 roku[156].
  - Klon kulisty zasadzony dla upamiętnienia dziesięciolecia współpracy partnerskiej Sanoka z węgierskim miastem Gyöngyös, nazwany jego imieniem. Inskrypcja na tabliczce: Gyöngyös. Klon kulisty / acer globossum. Dziesięciolecie partnerstwa miast Sanok – Gyöngyös. Sierpień 2013. Odsłonięcia dokonali burmistrzowie obu miast[157].
- Klon zwyczajny, zasadzony przy ul. Zamkowej (obok bramy wjazdowej do zamku), w ramach obchodów 100-lecia odzyskania niepodległości przez Polskę, przypadających na 11 listopada 2018[158]; inskrypcja na tabliczce brzmi: W 100 lecie odzyskania niepodległości przez Polskę. Klon zwyczajny (Acer platanoides). 11 listopada 2018. Burmistrz Miasta Sanoka. Okręg Bieszczadzki LOP.

## Tablice pamiątkowe
- Tablica na budynku Zamku Królewskiego w Sanoku, upamiętniająca pobyt cesarza Austrii Franciszka Józefa I w dniach 31 października i 1 listopada 1851[159], którą ustanowiono w 1908[160].
- Park miejski im. Adama Mickiewicza:
  - Tablica pamiątkowa ustanowiona dla uczczenia Fryderyka Chopina w setną rocznicę urodzin kompozytora (1910). Znajduje się przy tzw. Źródełku Chopina na północnym stoku parku. Ustanowiona przez Towarzystwo Upiększania Miasta Sanoka z wizerunkiem kompozytora i inskrypcją o treści: Dla upamiętnienia stuletniej rocznicy urodzin polskiego geniusza muzycznego Fryderyka Szopena ofiarował gminie Król. Wol. M. Sanoka J.E. Dr. Al. Mniszek-Tchorznicki grunt pod Park Szopena a Towarzystwo Upiększenia M. Sanoka ujęło to źródełko ozdobiło i opiece wszystkich sanoczan oddało. 1910[161]. Została wykonana w brązie przez rzeźbiarkę Marię Gerson[162]. Została odlana w Sanockiej Fabryce Wagonów[163].
  - Budynek byłych wodociągów miejskich:
    - Tablica poświęcona uruchomieniu wodociągów miejskich, pochodząca z 1936 roku. Inskrypcja brzmi: Wodociąg ten wybudowano przy finansowej pomocy funduszy pracy w czasie od lutego 1934 do lipca 1936. Otwarto dnia 2.VIII.1936 za prezydentury R P.P. Prof. Ignacego Mościckiego włodarstwa województwem lwowskiem pułk. Władysława Beliny Prażmowskiego pow. sanockim mjr Wojciecha Buciora a król. woln. M. Sanokiem burmistrza dr Jana Rajchla. Projektował prof. Otto Nadolski. Wykonał Zarząd Miejski i przedsiębiorstwo inż. Jerzy Dobrowolski. Robotami kierował inż Roman Wajda[164].
    - Tablica dla upamiętnienia 50-lecia wodociągów miejskich, założonych w 1934 roku. Została ustanowiona przez Sanockie Przedsiębiorstwo Gospodarki Komunalnej w Sanoku w maju 1984 roku i odsłonięta 8 czerwca 1984 roku podczas obchodów jubileuszu powstania. Inskrypcja brzmi: Sanockie Przedsiębiorstwo Gospodarki Komunalnej w Sanoku ufundowało tę tablicę dla upamiętnienia 50-lecia wodociągów miejskich. Sanok 1984[165][166].
- Gmach Towarzystwa Gimnastycznego „Sokół” w Sanoku przy ulicy Adama Mickiewicza 13.
  - Tablica odsłonięta 1 listopada 1928 roku, dla upamiętnienia 10. rocznicy odzyskania niepodległości i wymarszu pierwszych polskich patroli z sanockiego Sokoła w dniu 1 listopada 1918 roku. Umieszczona na elewacji frontowej. W czasie II wojny światowej została ocalona przez gospodarza Władysława Ziąbrowskiego[167] – zdjęta, ukryta i przechowywana przez majstra budowlanego Emila Rudaka, po 1944 przekazana Muzeum Historycznemu w Sanoku[168][169]. Została ponownie odsłonięta 10 listopada 1988 roku w 70. rocznicę odzyskania niepodległości i ówczesnych wydarzeń w Sanoku[170][171][172]. Inskrypcja brzmi: W dniu 1-XI. 1918 r. garstka młodzieży owiana radosnym zapałem polskiego czynu utworzyła w Sokole pod wodzą kpt. Fr. Stoka i naczelnika Sokoła M. Szajny pierwszą w Sanoku siłę zbrojną dla obrony wskrzeszonej Ojczyzny. Ku pamięci potomnych w dziesiątą rocznicę wyzwolenia Polski[173]. Została odnowiona w maju 2014.
  - Tablica pamięci Andrzeja Małkowskiego (1888-1919), twórcy polskiego harcerstwa, który 11 listopada 1911 roku w gmachu głosił idee harcerstwa. Odsłonięcia w 85. rocznicę sanockiego harcerstwa w dniu 21 września 1996 dokonali hm. Ryszard Pacławski i hm. Czesław Borczyk, a poświęcenia dokonał ks. Marian Burczyk[174][175]. Odnowiona 27 września 2003 roku. Inskrypcja brzmi: Pamięci Andrzeja Małkowskiego twórcy polskiego harcerstwa, który w tym budynku, gdzie mieściła się siedziba T.G. Sokół w dniu 11.XI.1911 r. głosił idee skautingu. W 85 rocznicę sanockiego harcerstwa. Harcerki i harcerze hufca ZHP Ziemi Sanockiej. Sanok 21 września 1996 r. Odnowiona 27 września 2003 r.[176] Została odnowiona w maju 2014.
  - Tablica upamiętniająca działaczy sokolich, odsłonięta podczas obchodów 125-lecia istnienia gniazda sanockiego TG „Sokół” 7 czerwca 2014. Zostali na niej uhonorowani: ostatni przed II wojną światową prezes towarzystwa Jerzy Pietrzkiewicz, wiceprezes Zygmunt Kruszelnicki i ówczesny burmistrz miasta Maksymilian Słuszkiewicz – podczas kampanii wrześniowej zostali aresztowani i wywiezieni do niemieckiego obozu koncentracyjnego w Buchenwaldzie, gdzie ponieśli śmierć na przełomie 1939/1940[177][178][179].
  - Tablica upamiętniająca Polaków, ofiar zbrodni podczas II wojny światowej. Ustanowiona przez Towarzystwo Miłośników Lwowa i Kresów Południowo-Wschodnich Klub w Sanoku i odsłonięta 16 maja 2015 z okazji 25-lecia powstania. Inskrypcja głosi: „Pamięci Polaków mieszkańców Lwowa i kresów południowo-wschodnich II Rzeczypospolitej ofiar zbrodni niemieckich, sowieckich i nacjonalistów ukraińskich w latach II wojny światowej. Członkowie Towarzystwa Miłośników Lwowa i Kresów Południowo-Wschodnich Klub w Sanoku w 25 rocznicę założenia, maj 2015 rok”[180].
  - Tablica pamiątkowa, powstała w 2017, zawierająca inskrypcję: „1867 – 2017. W 150. rocznicę utworzenia polskiego Towarzystwa Gimnastycznego „Sokół” we Lwowie – ku chwale Sokołów walczących o wolność i niepodległość Polski”[181]. Została uroczyście odsłonięta podczas uroczystości 130-lecia gniazda TG „Sokół” w Sanoku 29 czerwca 2019[182].
  - Tablica pamiątkowa z inskrypcją 11.11.1918 – 11.11.2018. W 100. rocznicę odzyskania niepodległości przez Polskę czcimy przywódców i bohaterów narodowych: Marszałka Józefa Piłsudskiego, Romana Dmowskiego, Ignacego Paderewskiego, generała Józefa Hallera, generała Tadeusza Rozwadowskiego, Wincentego Witosa...Tablicę ufundowało TG „Sokół” w Sanoku. 11 listopada 2018 r.; została odsłonięta 11 listopada 2018 w ramach obchodów 100-lecia odzyskania niepodległości przez Polskę[183][184]. Powtórnie odsłonięta i poświęcona podczas uroczystości 130-lecia gniazda TG „Sokół” w Sanoku 29 czerwca 2019[182].
  - Tablica pamiątkowa o treści: Czołem Ojczyźnie – Szponem wrogowi. 1889–2019. 130 lat sanockiego „Sokoła”. Druhowie zasłużeni dla „Sokoła” i Sanoka. Dr Karol Zaleski (1856-1941) / Dr Karol Petelenz (1847–1930) / Adam Pytel (1856-1928) / Feliks Giela (1859-1936) / Dr Stanisław Biega (1862-1923) / Inż. Władysław Adamczyk (...-1915) / Dr Emil Gaweł (1875-1921) / Jan Killar (1884-1939) / Mjr Tadeusz Zbyszycki (1892-1987) / Marian Szajna (1873-1936). Tablicę ufundowało TG „Sokół w Sanoku”. 20 czerwca 2019 r. Została odsłonięta i poświęcona podczas uroczystości 130-lecia gniazda TG „Sokół” w Sanoku 29 czerwca 2019[182].
- Budynek przy ulicy Adama Mickiewicza 24 (Sanocki Dom Kultury):
  - Tablica pamiątkowa poświęcona Adamowi Mickiewiczowi. Ustanowiona 26 listopada 1955 roku, w setną rocznicę śmierci poety. Umieszczona w foyer[2]. Treść inskrypcji autorstwa dra Edmunda Słuszkiewicza głosi: Wieszczowi Narodu Adamowi Mickiewiczowi w setną rocznicę śmierci 1855-1955. W hołdzie obywatele miasta Sanoka. Projektantem tablicy był Kazimierz Florek, a wykonawcą Franciszek Łuczywo[185].
  - Tablica upamiętniająca powstanie w tym gmachu Polskiego Towarzystwa Numizmatycznego Koło w Sanoku w dniu 10 października 1972 roku, któremu w jubileusz 25-lecia nadano imię Rudolfa Mękickiego. Tablica została odsłonięta w westybulu budynku przez dzieci uhonorowanego, Krystynę i Juliusza Mękickich, 10 października 1997 podczas uroczystości 25-lecia Koła PTN w Sanoku[186][133][187]. Inskrypcja głosi: W gmachu tym 10 października 1972 roku zapoczątkowało działalność Polskie Towarzystwo Numizmatyczne Koło w Sanoku. W dniu jubileuszu 25 lecia nadano kołu imię wybitnego numizmatyka i lwowianina Rudolfa Mękickiego. Numizmatycy sanoccy. Sanok 10 października 1997[133].
- Ratusz przy ulicy Rynek 1. Na fasadzie frontowej budynku znajdują się tablice pamiątkowe:
  - „Tablica 80-lecia odrodzenia Rzeczpospolitej”, upamiętniająca rodaków, którzy poświęcili zdrowie i życie dla ojczyzny. Ustanowiona w 80. rocznicę odrodzenia Rzeczypospolitej (1918). Została odsłonięta 11 listopada 1998 roku[188][189], przez wojewodę krośnieńskiego Bogdana Rzońcę i burmistrza Sanoka Edwarda Olejkę[190], a poświęcenia tablicy dokonał ks. Feliks Kwaśny[191]. Inskrypcja brzmi: Ku wiecznej pamięci tym którzy w potrzebie odpowiedzieli na zew ojczyzny i na ołtarzu jej zdrowie i życie poświęcili. W 80-tą rocznicę odrodzenia Rzeczypospolitej wdzięczni sanoczanie[192].
  - Tablica upamiętniająca stulecie powstania Towarzystwa Upiększania Miasta Sanoka w 1904 roku, odsłonięta 14 listopada 2004 roku podczas obchodów 100-lecia Towarzystwa Przyjaciół Sanoka i Ziemi Sanockiej[193]. Inskrypcja głosi: 1904–2004. Dla upamiętnienia stuletniej rocznicy utworzenia Towarzystwa Upiększania Miasta Sanoka. Członkowie Towarzystwa Przyjaciół Sanoka i Ziemi Sanockiej. Listopad 2004.
  - Tablica upamiętniająca Czesławę Kurasz (1938-2023), odsłonięta 7 marca 2024[194].
- Tablica pamięci Franciszka Ksawerego Krasickiego i jego towarzyszy za ostatnią obronę zamku sanockiego przed Austriakami w czerwcu 1809 roku. Ustanowiona w 100. rocznicę wydarzenia. Ufundowana przez Towarzystwo Rozwoju i Upiększania Miasta Sanoka w 1909 roku i wykonana z granitu[162]. Umieszczona na skarpie przy Schodach Zamkowych, poniżej Willi Zaleskich. Inskrypcja głosi: Pamięci Ksawerego Krasickiego i towarzyszy, za bohaterski czyn przy ostatniej obronie zamku sanockiego w czerwcu 1809 roku. W stuletnią rocznicę Tow. Upiększ. M. Sanoka napis ten umieściło[195]. Jest to jedna z najstarszych istniejąca tablica pamiątkowa w Sanoku[196].
- Willa Zaleskich przy placu św. Jana 1:
  - Tablica upamiętniająca dr. Karola Zaleskiego, ustanowiona 24 sierpnia 1996 na budynku; fundatorami byli oddział PTTK w Sanoku i Towarzystwo Rozwoju i Upiększania Miasta Sanoka[197][198].
  - Tablica pamiątkowa na fasadzie Willi Zaleskich z 2007 roku. Upamiętnia tajne nauczanie prowadzone w budynku przez harcmistrzynię i nauczycielkę Jadwigę Zaleską podczas okupacji niemieckiej 1939–1945 (inicjatorką jej ustanowienia była Anna Taworska-Strzelecka)[199].
- Tablice upamiętniające Grzegorza z Sanoka (1406-1477):
  - Pierwsza ustanowiona w 500. rocznicę śmierci. Znajduje się na fasadzie budynku przy ulicy Zamkowej 2 w Sanoku (tzw. Zajazd, obecnie siedziba Muzeum Historycznego w Sanoku), obok drzwi wejściowych. Odsłonięcia tablicy podczas „Dni Sanoka” w dniu 30 maja 1977 roku dokonał rektor Uniwersytetu Jagiellońskiego, prof. Mieczysław Karaś[200][201][202]. Autorem odlanej w brązie tablicy o wymiarach 90x60cm był artysta rzeźbiarz Roman Tarkowski[203][204]. Inskrypcja brzmi: Grzegorz z Sanoka 1406-1477. Wielki humanista i poeta. W 500-ną rocznicę śmierci. Sanoczanie[205][206].
- Druga znajduje się w gmachu przy ulicy Teofila Lenartowicza 2, w którym mieści się Miejska Biblioteka Publiczna im. Grzegorza z Sanoka. Została odsłonięta 3 maja 1986 roku i zawiera inskrypcję: „Losy dały mi za ojczyznę Sanok”. Grzegorz z Sanoka. Wielkiemu humaniście Sanoczanie. 3 V 1985[206].
- Tablice upamiętniające Marsz Głodnych z 6 marca 1930 roku:
  - Pierwsza ustanowiona w 20. rocznicę wydarzeń. Znajduje się na fasadzie kamienicy przy ulicy Józefa Piłsudskiego 2 (wówczas przemianowanej na 6 Marca). Inskrypcja na tablicy głosi: Dla upamiętnienia solidarnej walki robotników Sanockiej Fabryki Wagonów i bezrobotnych pow. sanockiego o pracę i chleb, stoczonej w dniu 6 marca 1930 r. z reżimem sanacyjnego ucisku, ulica ta przemianowana. Sanok, 6 marca 1950 r.[207]
  - Druga na elewacji kamienicy przy ulicy 3 Maja 3 (naprzeciwko budynku przy ulicy Józefa Piłsudskiego 2), odsłonięta 30 maja 1979 roku z inicjatywy władz politycznych[208][209][210]. Odsłonięcia dokonał I sekretarz KM PZPR Wiesław Skałkowski[211]. Inskrypcja głosi: Dla upamiętnienia solidarnej walki robotników Sanowagu i bezrobotnych o pracę i chleb w dniu 6 marca 1930 r. Walka ta przeszła do historii miasta pod nazwą „Marszu Głodnych”. Społeczeństwo miasta Sanoka dnia 30.V.1979.[212] Tablicę zaprojektował i wykonał Władysław Kandefer[213].
- Tablica pamiątkowa na budynku przy ul. Ignacego Daszyńskiego 17 z 1934, upamiętniająca sanocki oddział Polskiego Czerwonego Krzyża; zawierała godło Polski oraz inskrypcję w języku łacińskim: In bello et in pace caritas. 1 IX Sanok 1934 (pol. Miłość w czasie wojny i pokoju. 1 IX Sanok 1934; po II wojnie światowej tablica została zamieniona na szyld, a na jej odwrocie umieszczono napis Świetlica PCK – 14 V 1950 – Sanok; na początku XXI wieku została odnaleziona i poddana renowacji))[214][215][216].
- Tablica upamiętniająca budowę nowego szpitala w Sanoku i jej głównego orędownika, dra Jana Zigmunda (1902-1970). Została odsłonięta w kwietniu 1979[217][210] na ścianie budynku przy ulicy 800-lecia 26, pod arkadowymi podcieniami wjazdowymi. Treść inskrypcji: Społecznym inicjatorom budowy szpitala sanockiego pod przewodnictwem dr Jana Zigmunda w uznaniu ich zasług społeczeństwo Sanoka 04.1979 r.[218] Projektantką tablicy była Barbara Bandurka[219].
- Tablica upamiętniająca 150. rocznicę powstanie fabryki Sanockiej Fabryki Autobusów i jednocześnie rocznicę zainicjowania w niej ruchu robotniczego i związkowego. Została odsłonięta w październiku 1982 w ramach obchodów 150-lecia powstania fabryki w budynku Zakładowego Domu Kultury[220][221]. Przedstawia podobizny trzech robotników i zarys zabudowań fabrycznych w tle oraz poniżej inskrypcję o treści: W 100-lecie polskiego ruchu robotniczego i w 80-lecie tworzenia zorganizowanych form ruchu związkowego w Sanockiej Fabryce Autobusów. Załoga w 150-lecie sanockiej fabryki. Grudzień 1982[222]. Projektantem tablicy był Władysław Kandefer. Później tablica została przeniesiona do budynku biurowego Autosanu przy ulicy Stefana Okrzei w dzielnicy Posada.
- Tablica pamiątkowa ustanowiona dla uczczenia 50. rocznicy powstania Stronnictwa Demokratycznego, partii politycznej założonej 15 kwietnia 1939 roku. Znajduje się na fasadzie budynku tzw. „Beskidu” przy ulicy Tadeusza Kościuszki 22, w którym siedzibę miał Miejski Komitet SD w Sanoku (obecnie mieści się w nim Podkarpacki Bank Spółdzielczy). Inicjatorem ustanowienia tablicy był Ludwik Romaniak[223]. Została odsłonięta 2 maja 1989 roku, a dokonali tego członkowie-seniorzy SD Maria Lisowska i Stefan Stefański. Wykonawcą marmurowej tablicy był Jan Zajdel[224]. Inskrypcja głosi: W 50 rocznicę powstania Stronnictwa Demokratycznego 1939-1989. Miejski Komitet SD w Sanoku.
- Tablica pamiątkowa na fasadzie budynku trybuny południowej stadionu MOSiR „Wierchy”, informująca o odremontowaniu obiektu przez przedsiębiorstwo państwowe Totalizator Sportowy.
- Tablica pamiątkowa (AK-owska) na fasadzie budynku przy ulicy Tadeusza Kościuszki 4. W 1944 roku bezpośrednio po wyzwoleniu miasta przez wojska radzieckie i w początkowych latach Polski Ludowej w podziemiach budynku działało więzienie NKWD, w latach 1944–1947 torturujące tam działaczy niepodległościowych – członków Armii Krajowej, Narodowej Organizacji Wojskowej, Młodzieży Wielkiej Polski. Upamiętnia to tablica pamiątkowa na południowej elewacji budynku, ustanowiona w 50. rocznicę powstania Armii Krajowej, odsłonięta 20 grudnia 1992 roku[225][226][227]. Inicjatorem było sanockie koło Światowego Związku Żołnierzy Armii Krajowej. Projektantem był Władysław Kandefer. Zawiera inskrypcję: W tym budynku w latach 1944–1947 byli więzieni i maltretowani przez NKWD członkowie: – Armii Krajowej – Narodowej Organizacji Wojskowej – Młodzieży Wielkiej Polski. Wmurowano w 50 rocznicę powstania Armii Krajowej. Sanok 1992[228]. Treść inskrypcji poddał krytyce były oficer konspiracji AK-owskiej, Julian Rudak[229].
- Tablice pamiątkowe na kapliczce z 1. poł XIX wieku położonej przy ulicy Kazimierza Lipińskiego, która została odbudowana w 2007 roku i poświęcona 23 maja tego roku przez ks. bp. Adama Szala. Pierwsza imienna o treści: Kaplica pod wezwaniem Opatrzności Bożej, a druga upamiętnia poświęcenie: „Gdy gaśnie pamięć ludzka, dalej mówią kamienie” (Kard. S. Wyszyński). Zabytkowa kapliczka z I połowy XIX wieku, wzniesiona w cegły i kamienia. Odbudowana w 2007 roku dzięki licznym ofiarodawcom i sponsorom. Poświęcenia dokonał Ks. bp Adam Szal. Sanok 23.05.2007 r.
- Tablica upamiętniająca Zygmunta Dąbrowskiego w siedzibie Powiatowej Stacji Sanitarno-Epidemiologicznej przy ul. Jezierskiego 39 w Sanoku (dzielnica Zatorze. Inskrypcja głosi: „...... ...odchodzę, bo czas mnie woła, ślad po mnie czy tu zostanie?... ......”, Jan Kasprowicz). Pamięci lek. med. Zygmunta Dąbrowskiego wieloletniego dyrektora Wojewódzkiej Stacji Sanitarno-Epidemiologicznej człowieka wielkiego serca przyjaciela ludzi i pasjonata pracy. Pracownicy Państwowej Inspekcji Sanitarnej, Sanok 7 maja 2007.
- Tablica pamiątkowa na kapliczce wzniesionej w 1928 roku, położonej przy ulicy Gajowej na północnym krańcu miasta za Sanem na Białej Górze. Upamiętnia jej pierwotnego fundatora, dra Stanisława Domańskiego i została ustanowiona z okazji odnowienia kapliczki. Inskrypcja brzmi: Kapliczkę ufundował dr Stanisław Domański. Sanok 1928.
- Oddział PGNiG w Sanoku:
  - Tablica pamiątkowa z 2004 roku, umieszczona obok budynku siedziby PGNiG Oddział w Sanoku przy ulicy Henryka Sienkiewicza 12, upamiętniająca Ignacego Łukasiewicza. Inskrypcja głosi: Twórcy przemysłu naftowego Ignacemu Łukasiewiczowi w 60. rocznicę powstania Sanockiego Zakładu Górnictwa Nafty i Gazu 1944-2004. Nafta/Gaz. Pracownicy Sanok-październik 2004. Obok tablicy jest umocowana lampa naftowa.
  - Tablica upamiętniająca wmurowanie kamienia węgielnego w fundamenty „ochronki” – domu dziecka, prowadzonego przez Galicyjskie Zgromadzenie Sióstr Służebniczek NMP ze Starej Wsi w dniu 29 lipca 1900 roku. Tablicę ustanowił sanocki oddział PGNiG w październiku 2009 roku przy ulicy Generała Władysława Sikorskiego w miejscu, gdzie istniał budynek (obecnie znajduje się tam nieruchomość należąca do przedsiębiorstwa).
- Tablica pamiątkowa na fasadzie byłej siedziby Domu gminnego Posady Olchowskiej (włączonej do Sanoka w 1931 roku i obecnie istniejącej jako dzielnica Posada). Inskrypcja na tablicy brzmi: Ku pamięci 100 rocznicy wybudowania Ratusza Gminnego i 80-tej rocznicy włączenia Gminy Posada Olchowska do miasta Sanoka, dla uczczenia dorobku pokoleń. Wdzięczni mieszkańcy Posady. Sanok, wrzesień 2009 r. Uroczystego odsłonięcia tablicy dokonał najstarszy wówczas mieszkaniec dzielnicy Posada, Zbigniew Wolwowicz 13 września 2009 roku[230].
- Tablica o treści: 1929-2009. Założycielom działaczom oddziału Polskiego Towarzystwa Tatrzańskiego i Polskiego Towarzystwa Turystyczno-Krajoznawczego zasłużonym dla rozwoju sanockiej turystyki. 24 października 2009 Zarząd i członkowie O/PTTK Ziemia Sanocka w Sanoku. Została odsłonięta 24 października 2009 na południowej fasadzie budynku przy ulicy 3 Maja 2, siedzibie Oddziału PTTK „Ziemia Sanocka” w Sanoku[231].
- Siedziba oddziału Grupy Bieszczadzkiej GOPR w Sanoku przy ulicy Adama Mickiewicza 49:
  - Tablica upamiętniająca Karola Dziubana, inicjatora powstania Grupy Bieszczadzkiej GOPR. Została odsłonięta 11 października 1986 podczas obchodów jubileuszu 25-lecia grupy[232]. Inskrypcja na tablicy brzmi: Karolowi Dziubanowi 1922-1974 pierwszemu naczelnikowi grupy bieszczadzkiej GOPR w jej XXV lecie. Ratownicy. Październik 1986[222].
  - Tablica upamiętniająca Andrzeja „Duśka” Kurka, ratownika GOPR (zm. 1993). Została odsłonięta 13 września 2011 roku. Autorem i wykonawcą projektu był Roman Dawidziak[233][234][235][236]. Inskrypcja głosi: Andrzejowi Kurkowi „Duśkowi”. Człowiekowi wielkiego ducha, współtwórcy Grupy Bieszczadzkiej GOPR, jej prezesowi w latach 1961–1972, ratownicy. w pięćdziesiątą rocznicę powstania Grupy Bieszczadzkiej GOPR. 1961 2011.
- Tablica pamiątkowa na fasadzie budynku Domu Harcerza przy ulicy Zielonej 39 w dzielnicy Błonie, poświęcona ks. hm. Zdzisławowi Peszkowskiemu, rodowitemu sanoczaninowi, odsłonięta 10 listopada 2008[237]. Inskrypcja głosi: Na pamiątkę nadania Hufcowi ZHP Ziemi Sanockiej imienia Księdza hm. Zdzisława Peszkowskiego zuchy, harcerze, instruktorzy. Sanok 10.11.2008 r.
- Tablica pamiątkowa na fasadzie budynku Placówki Straży Granicznej w Sanoku przy ulicy Adama Mickiewicza 23, stanowiącym dawniej koszary wojskowe[238]. Inskrypcja informuje: W hołdzie oficerom i strażnikom Straży Granicznej II RP służącym w Sanoku w Małopolskim Inspektoracie Okręgowym i Komendzie Obwodu w 20. rocznicę reaktywowania formacji. Funkcjonariusze Placówki SG w Sanoku oraz rodziny byłych strażników. Sanok, maj 2011.
- Tablica pamiątkowa na fasadzie budynku „Domu Strażaka” – Ochotniczej Straży Pożarnej w Sanoku przy ulicy Przemyskiej 58 w dzielnicy Olchowce. Inskrypcja brzmi: Dla upamiętnienia 100-lecia powstania Ochotniczej Straży Pożarnej dzielnicy Olchowce miasta Sanoka. Wdzięczna społeczność Olchowiec. Sanok, wrzesień 2012 r.
- Tablica pamiątkowa upamiętniająca trzech żołnierzy NSZ (Henryk Książek, Władysław Kudlik, Władysław Skwarc) straconych w egzekucjach w mieście 24 maja i 4 czerwca 1946. Treść inskrypcji brzmi: Pamięci żołnierzy antykomunistycznego oddziału partyzanckiego Narodowych Sił Zbrojnych pod dowództwem kpt. Antoniego Żubryda, straconych przez komunistycznych oprawców w publicznych egzekucjach: chor. Henryka Książka powieszonego 4.VI.1946 r. na sanockim rynku oraz Władysława Kudlika i Władysława Skwarca powieszonych 24.V.1946 r. na sanockim stadionie. 4 czerwca 2014 r. Sanoczanie. Została umieszczona na fasadzie kamienicy przy ulicy Rynek 20 przylegającej do kościoła Franciszkanów w Sanoku[239][240][241].
- 28 października 2015 na murze południowym zewnętrznym zabudowań aresztu w Sanoku została odsłonięta tablica upamiętniająca Łukasza Cieplińskiego, osadzonego w sanockim więzieniu podczas II wojny światowej[242]. Inskrypcja brzmi: W tym więzieniu od stycznia do kwietnia 1940 roku był więziony przez Niemców por. Łukasz Ciepliński, późniejszy prezes IV zarządu Głównego Zrzeszenia Wolność i Niezawisłość. Dla upamiętnienia Zarząd Okręgowy Niezależnego Samorządnego Związku Zawodowego Funkcjonariuszy i Pracowników Więziennictwa w Rzeszowie. Października 2015.
- Tablica na budynku dworca PKP Sanok przy ulicy Dworcowej, odsłonięta 20 czerwca 2017[243][244][245]. Treść: Z rejonu Sanok w ramach akcji „Wisła” w okresie 29.IV.-1.VII.1947 wywieziono transportami kolejowymi R10-R164 na Ziemie Zachodnie 47562 osoby narodowości ukraińskiej. Zjednoczenie Łemków. Sanok, 2017.
- Tablica upamiętniająca Mariana Pankowskiego, odsłonięta 18 czerwca 2017 na fasadzie budynku mieszczącego Miejską Bibliotekę Publiczną im. Grzegorza z Sanoka[246][247]. Inskrypcja o treści: Marian Pankowski. Sanok – Bruksela. 9 XI 1919 – 3 IV 2011. „Przypatrywałem się temu wszystkiemu w imię Mowy[248]. Fundatorami tablicy byli Janusz Szuber i Janina Lewandowska[249].
- Tablica upamiętniająca płk. Zygmunta Żyłkę-Żebrackiego, odsłonięta 18 sierpnia 2018 na budynku przy ul. Za Potokiem 3, w którym zamieszkiwał pułkownik wraz z żoną Marią (organizatorką uroczystości była hm. Krystyna Chowaniec z Koła w Sanoku ŚZŻAK, a fundatorką tablicy była krewna małżeństwa Żyłka-Żebrackich, prof. Barbara Adamiak, która dokonała odsłonięcia wspólnie z wiceburmistrzem Sanoka, Edwardem Olejką)[250][251].
- Na Placu Harcerskim w Sanoku w ramach obchodów 100-lecia odzyskania niepodległości przez Polskę ustanowiono upamiętnienie o treści Wierni tradycji 1918–2018, honorujące 2 Pułk Strzelców Podhalańskich.
- Tablica upamiętniająca ks. Adama Sudoła, odsłonięta 3 maja 2021 na ścianie obok wejścia do kamienicy przy ul. Jana III Sobieskiego 10 w Sanoku, ufundowana przez środowisko NSZZ „Solidarność”[252][253][254].

### Kościoły, cerkwie, synagogi
- Kościół i klasztor Franciszkanów:
  - Tablica upamiętniająca pogrzeb z 7 listopada 1758 roku i wspólne pogrzebanie kości zmarłych, która jest prawdopodobnie najstarszą tablica pamiątkową w Sanoku[255].
  - Tablica kamienna z inskrypcją upamiętniającą fundację kościoła i budowę piętra w budynkach klasztornych, ustanowiona w 1847[256]. Znajduje się w klasztorze, a treść inskrypcji brzmi: Klasztor W.W.O.O. Minoritów fundowano przez Władysława księcia na Opolu Wieluniu i Rusi r.p. 1387, dokąd po spaleniu kościoła X.X missyonarzy r.p. 1783. Parafię przeniesiono zaś za czasów W.W.W. prowincyała Klemensa Kobak, za staraniem W.W. gwardyana Pawła Gracowskiego, mury piątrowe od południa i wschodu r.p. 1847 wzniesiono. O.A.M.D.G.[255][257]
  - Epitafium Marii Amalii Mniszchowej (1736–1772). Inskrypcja głosi: „D.O.M. Maria Amelia z hrabiów Bruhlów Mniszchowa Generałowa Wielkopol. Umarła w 36 r. wieku swego d. 30 kwiet. R. 1772 w Dukli. Prosi o Zdrowaś Maria”[258].
  - Późnobarokowe epitafium Ignacego Adama Lewickiego (kasztelana inflanckiego w latach 1769–1778, zm. 1788) i jego żony Marcjanny z Tarnawieckich (zm. 1754). Jest wykonane z czarnego marmuru i zawiera inskrypcję w języku łacińskim. Tablicę ufundował ich syn, Samuel Rogala-Lewicki[259]. Wykonane z czarnego marmuru.
  - Epitafium o treści „Spoczywa w Panu. Brat Hieronim Konopka, 18.08.1876 – 8.8.1944. Żył w zakonie 46 lat. Pochowany w czasie frontu”. Znajduje się przy krypcie kościelnej[260].
  - Tablica na pamiątkę Unii Lubelskiej z 1569 roku. Ustanowiona w 1869 roku w 300-setną rocznicę wydarzenia. Ustanowiona w 1868 i tym samym stanowi najstarszą tablicę pamiątkową w Sanoku[196]. Inskrypcja brzmi: Pamiątka Unii Lubelskiej 1869[261]. Fundatorem był sanocki magistrat. Pierwotne znajdowała się na „placu proźnym” przy klasztorze, a po złożeniu podania uchwałą Rady Miejskiej z 15 czerwca 1893 uzyskano zgodę na przeniesienie jej na ścianę frontową kościoła[262][255].
  - Epitafium Kazimierza Wiktora, wykonane w 1908, o treści: „Kazimierzowi Wiktorowi właścicielowi Zarszyna ur. 1845 r. w Niebocku zm. 1903 w Krakowie. Wiernemu synowi ojczyzny ukochanemu bratu ziemianie sanoccy 1908”[259][263].
  - Tablica z inskrypcją Matce Bożej Pocieszenia na jubileusz 400 lat królowania na ziemi sanockiej Hołd Wdzięczności składają oo. Franciszkanie oraz czciciele. Sanok 12.05.1996 r. Ufundowana w czasie obchodów 400-lecia obecności obrazu Matki Bożej Pocieszenia w świątyni. Tablica została odsłonięta 12 maja 1996 roku, gdy mszę św. odprawił kardynał Józef Glemp[264]. Znajduje się w kaplicy św. Maksymiliana Kolbe (lewa nawa boczna).
  - Tablica z inskrypcją: Na pamiątkę jubileuszu 400 lat kultu Matki Bożej Pocieszenia. Zgromadzeni na sanockim rynku wraz z Józefem kardynałem Glempem prymasem Polski. Oo. Franciszkanie oraz czciciele M.B. Pocieszenia. Sanok, 12.05. 1996 r. Ustanowiona na fasadzie przy wejściu do świątyni[265].
  - Tablica z inskrypcją Sanktuarium Matki Bożej Pocieszenia – Pani Ziemi Sanockiej.
  - Tablica upamiętniająca Wielki Jubileusz Roku 2000 z inskrypcją Iubilaeum A.D. 2000. Christus Heri Hodie Semper. (pol. „Jubileusz roku 2000. Chrystus wczoraj dziś i na wieki”).
  - Tablica upamiętniająca św. ks. Zygmunta Gorazdowskiego. Inskrypcja głosi: W tym kościele pw. Podwyższenia Krzyża Świętego w Sanoku został ochrzczony 9 listopada 1845 roku śr. ks. Zygmunt Gorazdowski, sanoczanin, beatyfikowany we Lwowie przez Jana Pawła II, 26.06.2001 r., kanonizowany w Rzymie przez Benedykta XVI, 23.10.2005 r.
  - Tablica informacyjna z inskrypcją Budowa wspierana finansowo przez Fundację Współpracy Polsko-Niemieckiej ze środków Republiki Federalnej Niemiec.
- Kościół Przemienienia Pańskiego:
  - Płyta nagrobna starosty sanockiego Sebastiana Lubomirskiego z 1558 roku, pierwotnie pochodząca z kościoła pw. Michała Archanioła (została odkopana podczas prac archeologicznych na placu św. Michała w 1892 roku). Umieszczona w obecnym miejscu w 1953 roku. Inskrypcja głosi: Sebastian Lubomirski starosta sanocki † 18.IV.1558 r. Odkopano w r. 1892 na placu św. Michała, na którym stał kościół parafialny z wieku XIV. Spalony w r. 1782. Odnowiono i tu umieszczono 1953 r.[266]
  - Epitafium poświęcone ks. Franciszkowi Salezemu Czaszyńskiemu (1811–1898), głównemu fundatorowi kościoła[267]. Inskrypcja brzmi: D.O.M. ś.p. Księdzu Franciszkowi Czaszyńskiemu. Ur. 1812, † 1898. Proboszczowi i głównemu fundatorowi kościoła wdzięczni parafianie R.I.P.[268]
  - Epitafium poświęcone Zygmuntowi Boleście Kozłowskiemu (1831-1893)[269]. Ufundowane przez szlachtę Ziemi Sanockiej. Inskrypcja brzmi: D.O.M. Zygmuntowi Boleście Kozłowskiemu ur. 1 maja 1831 r. † 9 października 1893 r. Długoletniemu posłowi sanockiemu wdzięczna szlachta tej ziemi. Z odwagą i hartem duszy walczył w obronie praw kościoła i narodu, potomnym przykład naśladowania godny zostawił. Cześć pamięci[270].
  - Tablica pamiątkowa w 500. rocznicę zwycięstwa w Bitwie pod Grunwaldem z 1410 roku[271][272]. Inicjatorem był dyrektor sanockiej fabryki wagonów, Ludwik Eydziatowicz, a tablicę wykonał Adam Lewanowicz[273]. Odsłonięta 29 czerwca 1910[196] lub 15 lipca 1910 roku[274]. Inskrypcja głosi: Na pamiątkę 500 letniej rocznicy wiekopomnego zwycięztwa oręża polskiego pod Grunwaldem 1410 1910[275].
  - Tablica pamiątkowa z popiersiem Jana III Sobieskiego ustanowiona w 250. rocznicę zwycięstwa w Bitwie pod Wiedniem z 12 września 1683 roku[271]. Znajduje się na niej inskrypcja Jan III Sobieski król Polski 17.VII.1629-17.VI.1696. W 250 rocznicę zwycięstwa pod Wiedniem i ocalenia chrześcijaństwa od nawały tureckiej[276][277]. Odsłonięcia dokonał 1 października 1933 roku ks. proboszcz Bartłomiej Krukar[278].
  - Tablica pamiątkowa poświęcona Józefowi Piłsudskiemu (1867-1935)[279]. Znajduje się na niej cytat myśli marszałka: „...Zwyciężyć i spocząć na laurach – to klęska. / Być zwyciężonym i nie ulec – to zwycięstwo.” oraz inskrypcja główna: Józef Piłsudski 1867-1935. Twórca Legionów, zwycięski wódz w wojnie r. 1920 w obronie niepodległości, wybitny mąż stanu, pierwszy marszałek Rzeczypospolitej. W 50-tą rocznicę śmierci i 65-tą zwycięskiej wojny z 1920 roku. W głębokim hołdzie społeczeństwo Sanoka. A.D. 1985[280]. Została poświęcona i odsłonięta 26 maja 1985 roku przez ks. bpa sufragana przemyskiego Tadeusza Błaszkiewicza[281][282][283][284]. W uroczystości uczestniczyli ostatni żyjący legioniści[285]. Projektantem i wykonawcą był Jerzy Bieda. Przeciwko ustanowieniu tablicy zaprotestował anonimowy autor (podpisany jako OB.W.) artykułu pt. W czyim imieniu?, opublikowanego w wydaniu pisma „Gazeta Sanocka – Autosan” nr 19 z 1–10 lipca 1985[286] (według ks. Adama Sudoła i Franciszka Oberca autorem publikacji był redaktor naczelny gazety, Wiesław Koszela)[287][288].
  - Krzyż „Golgota Wschodu” w formie reliefu, upamiętniający ofiary zbrodni katyńskiej[289][290][291]. Upamiętnienie ustanowiono w ramach akcji pod nazwą „Golgota Wschodu – Polska pamięta”, zainicjowanej przez Kapelana „Rodzin Katyńskich”, pochodzącego z Sanoka ks. Zdzisława Peszkowskiego, który był jeńcem obozu w Kozielsku 1939–1940 i uniknął śmierci w Katyniu[289][291]. Przedsięwzięcie podjęto w 55. rocznicę zbrodni katyńskiej poprzez ustanowienie krzyża w 55 kościołach[289][291]. W centrum krzyża jest naniesiony wizerunek Matki Bożej Katyńskiej z rozchodzącymi się promieniami[289][290][291]. Nad krzyżem został umieszczony emblemat orła Wojska Polskiego[289][290][291]. Poniżej orła znajduje się napis „Katyń”[291]. Krzyż jest przepasany szarfą z napisem „Pomóż przebaczyć 1940”, zaś u dołu krzyża wymieniono pozostałe miejscowości kaźni: „Kozielsk, Ostaszków, Starobielsk” oraz poniżej inskrypcja „Golgota Wschodu”[289][290][291]. Płaskorzeźba ma wymiary 210 × 120 cm, została wykonana z brązu w zakładzie odlewniczym w Grudziądzu, a fundatorem był NSZZ „Solidarność” Region Podkarpacie, wymieniony w inskrypcji pod krzyżem[289][290][291]. Krzyż zostały odsłonięty 18 listopada 1995, umieszczony wewnątrz świątyni na prawy filarze z przodu nawy głównej świątyni; w trakcie mszy św. tego dnia homilię wygłosił ks. Peszkowski[289][290][291][292].
  - Tablica pamiątkowa dla uczczenia pamięci żołnierzy SZP-ZWZ-AK Obwodu Sanok (SZP-AK) i dowódców (Michał Tokarzewski-Karaszewicz, Tadeusz Komorowski, Leopold Okulicki) oraz żołnierzy 2 Pułku Strzelców Podhalańskich, którzy do 1939 roku stacjonowali w Sanoku[293]. Inskrypcja głosi: Żołnierzom ZWZ-AK Obwodu Sanok (SZP-ZWZ) AK i ich komendantom głównym gen. M. Tokarzewskiemu „Torwid”, gen. S. Roweckiemu „Grot”, gen. T. Komorowskiemu „Bór”, gen. L. Okulickiemu „Niedźwiadek”. Żołnierzom 2 Pułku Strzelców Podhalańskich. W 42 rocznicę wymarszu oddziału partyzanckiego „Południe”. Społeczeństwo Ziemi Sanockiej. A.D. 1986[294]. Została odsłonięta 6 lipca 1986 przez oficera przedwojennego sanockiego pułku, Edwarda Łabno i poświęcona przez kapelana AK, ks. infułata Jana Stączka[295][296][297][298][299][300]. Inicjatorami powstania tablicy byli Marian Witalis[301] i ks. Adam Sudoł. W wydaniu „Gazety Sanockiej – Autosan” nr 21 z 20–31 lipca 1986 w artykule pt. Dzielić i rządzić?! redaktor naczelny pisma Wiesław Koszela w obszernym artykule wyraził protest przeciw ustanowieniu tablicy[287][285][302][303].
  - Tablica upamiętniająca Wielki Jubileusz Roku 2000 z inskrypcją Iubilaeum A.D. 2000. Christus Heri Hodie Semper. (pol. „Jubileusz roku 2000. Chrystus wczoraj dziś i na wieki”).
  - Tablica pamiątkowa poświęcona działalności NSZZ „Solidarność” Region Podkarpacie w latach 1980–2005. Inskrypcja głosi: Solidarność »Tylko naród wolny duchowo i miłujący prawdę może trwać i tworzyć dla przyszłości« 1980 Sanok 2005 Region Podkarpacie[304]. Autorem cytatu zawartego w treści jest, niewymieniony na tablicy, bł. ks. Jerzy Popiełuszko (słowa z dnia 25 września 1983)[305]. Inicjatorem tablicy był Marian Witalis[301].
  - Tablica upamiętniająca powstanie Związku Sybiraków w 1928 roku, ustanowiona w 80. rocznicę powstania w 2008 roku. Na tablicy widnieje herb organizacji oraz inskrypcja 1928 Sanok 2008. Pod tablicą mała tabliczka o treści: 80-ta rocznica powstania Związku Sybiraków. Została odsłonięta podczas obchodów „Dnia Katyńskiego” 13 kwietnia 2008[306].
  - Tablica upamiętniająca pierwszą rocznicę katastrofy smoleńskiej z 10 kwietnia 2010 roku. Ufundowana przez Społeczny Komitet Upamiętnienia Ofiar Katastrofy pod Smoleńskiem. Poświęcona 9 kwietnia 2011 roku[307]. Widnieje na niej wizerunek pary prezydenckiej Lecha i Marii Kaczyńskich oraz upamiętnienie 96 ofiar katastrofy. Główna inskrypcja głosi: W pierwszą rocznicę katastrofy smoleńskiej. 10.04.2011 Sanoczanie, zaś wokół podobizny pary prezydenckiej treść: 96 Polakom w służbie najjaśniejszej Rzeczypospolitej. Smoleńsk 10.04.2010.
  - Tabliczka o treści Wdzięczni za 95 lat sanockiego harcerstwa. 23 września 2006. Zuchy, harcerze, instruktorzy Hufca ZHP Ziemi Sanockiej. Drewniana, wraz z herbem harcerstwa, umieszczona obok lewego ołtarza.
  - Tablica na pamiątkę jubileuszu 100-lecia sanockiego harcerstwa. Ustanowiona 24 września 2011 roku. Zawiera herb harcerstwa oraz inskrypcję, na którą składa się tekst przysięgi harcerskiej: „Mam szczerą wolę całym życiem pełnić służbę Bogu i Polsce, nieść chętną pomoc bliźnim i być posłusznym Prawu Harcerskiemu.” Na pamiątkę jubileuszu 100-lecia sanockiego harcerstwa zuchy, harcerze i instruktorzy Hufca ZHP Ziemi Sanockiej im ks. hm. Zdzisława Peszkowskiego. Sanok, 24 września 2011.
- Kościół Najświętszego Serca Pana Jezusa:
  - Tablica upamiętniająca Wielki Jubileusz Roku 2000 z inskrypcją Iubilaeum A.D. 2000. Christus Heri Hodie Semper. (pol. „Jubileusz roku 2000. Chrystus wczoraj dziś i na wieki”). Znajduje się na frontowej fasadzie budynku po lewej stronie pod płaskorzeźbą św. Faustyny.
  - Tablica z Orłem posiadającego herb z wizerunkiem Matki Bożej i Dzieciątka Jezus. Inskrypcja na tablicy brzmi: Z królową Polski w III tysiąclecie wiary. Znajduje się na frontowej fasadzie budynku po prawej stronie pod płaskorzeźbą św. Jana z Dukli.
  - Tablica pamiątkowa ku czci parafian – ofiar terroru okupanta, działań wojennych (działali w ZWZ-AK, a kapelanem AK był ks. Antoni Wołek ps. „Jurand”). Odsłonięta w latach 60 XX wieku w przedsionku kościoła. Inskrypcja brzmi: Pamięci ofiar II wojny światowej z parafii Najśw. Serca Jezusowego w Sanoku oraz Wieczny odpoczynek racz im dać Panie. Na tablicy jest wymienionych 85 nazwisk ofiar[308], wśród nich Ludwik Warchał, Leopold Żołnierczyk.
- Kościół Narodzenia Najświętszej Maryi Panny:
  - Tablica upamiętniająca jubileusz 25-lecia parafii. Odsłonięta 8 września 1991 roku. Treść inskrypcji: 1966 – 8.IX.1991 Magnificat za powstanie i XXV lat istnienia parafii Sanok – Dąbrówka wyrażają Bogu kapłani i wierni[166].
  - Epitafium ks. Antoniego Szypuły, ustanowiona w 2013. Inskrypcja głosi: „D.O.M. Księdzu Prałatowi Antoniemu Szypuła ur. 5 X 1928 Sołonka k. Rzeszowa, zm. 12 II 2003 Sanok. Proboszczowi parafii w latach 1976–2002. Budowniczemu kościoła parafialnego i filialnego w Czerteżu. W 10 rocznicę śmierci wdzięczni parafianie. Sanok 12.02.2013.”
- Kościół Chrystusa Króla:
  - Tablica upamiętniająca żołnierzy 6 Pomorskiej Dywizji Piechoty 1 Armii Ludowego Wojska Polskiego. Jej odsłonięcia 15 maja 1994 dokonali gen. January Komański, wicewojewoda krośnieński Stanisław Jucha, prezes SZGNiG Benedykt Oleksy i były żołnierz jednostki Franciszek Harłacz[13]. Inicjatorem ustanowienia tablicy był kpt. Marian Jarosz[309]. Projektantem był Władysław Kandefer. Inskrypcja brzmi: Pamięci żołnierzy Ziemi Sanockiej z 6. Pomorskiej Dywizji Piechoty 1 Armii Wojska Polskiego. Poległym – którzy walczyli o wolność i niepodległość Ojczyzny. Kombatanci i społeczeństwo Ziemi Sanockiej 1943-1994[310].
  - Tablica upamiętniająca Wielki Jubileusz Roku 2000 z inskrypcją Iubilaeum A.D. 2000. Christus Heri Hodie Semper.
- Kaplica rektoralnej pw. Św. Maksymiliana Kolbego:
  - Tablica poświęcona Grzegorzowi Przemykowi (1964-1983). Inicjatorami jej ustanowienia był ks. Adam Sudoł[311] oraz Marian Witalis, który dokonał jej wmurowania wraz z Marianem Kuncem[301][287]. Została ufundowana przez młodzież szkolną i odsłonięta 30 maja 1987 roku[312][313]. Inskrypcja zawiera cytat z Księgi Psalmów 37,17 i głosi: ... ramiona niegodziwych będę złamane, ale sprawiedliwych Pan wspomoże PS 37,17. Grzegorzowi Przemykowi ofierze przemocy i bezprawia. Sanok maj 1987. Młodzież szkolna[314]. W wydaniu „Gazety Sanockiej – Autosan” nr 21 z 20–31 lipca 1987 w artykule pt. Jeszcze jedna tablica i jeszcze jedno pytanie: w czyim imieniu? redaktor naczelny pisma Wiesław Koszela wyraził protest przeciw ustanowieniu tablicy[287][315][316].
  - Tablica upamiętniająca ks. Wiesława Siwca (1960-2008), katechetę w pobliskim I LO oraz działacza społecznego w Sanoku, odsłonięta w 2017[317].
- Tablica na fasadzie cerkwi Sobór Świętej Trójcy, ustanowiona na pamiątkę 50-lecia odrodzenia prawosławnej parafii w Sanoku (1957-2007) po powrocie parafian wysiedlonych w tragicznej Akcji „Wisła” (1947-2007).
- Tablica pamiątkowa na fasadzie Cerkwi św. Dymitra upamiętniająca ofiary Akcji „Wisła”. Ustanowiona w 60. rocznicę wydarzeń w 2007 roku.
- Tablica na ścianie Małej Synagogi. Inskrypcja w języku polskim i hebrajskim brzmi: W tym budynku mieściła się do czasów okupacji synagoga żydowskich mieszkańców Sanoka. Cudem ocalała ona od zdewastowania przez hitlerowskich morderców[318]. Została odsłonięta 26 sierpnia 1991 roku, a inicjatorami jej umieszczenia byli sanoccy Żydzi mieszkający w Tel Awiwie, Lea i Szamaj Silbermanowie i Jakub Gurfein[319].

### Szkoły
- Gimnazjum nr 2 im. Królowej Zofii przy ulicy Jana III Sobieskiego 5:
- Tablica poświęcona poległym i pomordowanym absolwentom gimnazjum[320]. Odsłonięta 21 czerwca 1958 roku z okazji obchodów „Jubileuszowego Zjazdu Koleżeńskiego b. Wychowanków Gimnazjum Męskiego w Sanoku w 70-lecie pierwszej Matury”, dokonała tego prof. Stefania Strzelbicka-Skwarczyńska. Projekt wykonał Kazimierz Florek. Upamiętniała ofiary I i II wojny światowej, wojny polsko-bolszewickiej 1918–1920, eksterminacji nazistowskiej i sowieckiej. Na głównej tablicy umieszczono inskrypcję: „Mortui sunt – ut in libertate vivamus (pol. Polegli, abyśmy żyli w wolności). Wychowawcom i wychowankom Gimnazjum Męskiego w Sanoku, bohaterom i męczennikom, którzy w czas obu wojen światowych, na polach walk, w więzieniach, obozach koncentracyjnych i miejscach straceń na ziemi polskiej i obcej życie dla ojczyzny oddali. Jubileuszowy Zjazd Wychowanków 1888–1958.”[321]. Dwie kartonowe tablice, zawierające ponad 200 nazwisk ofiar[322], zostały zastąpione podczas uroczystości 11 czerwca 1969 tablicami spiżowymi (komitetowi przewodził Jan Bezucha)[323]. W trakcie remontu gmachu gimnazjum latem 1973 tablice zostały zdemontowane (wyburzono ścianę na której były umieszczone)[324]. Pod koniec sierpnia 1973 zostały zainstalowane w holu na pierwszym piętrze nowej siedziby szkoły-kontynuatorki gimnazjum, tj. I Liceum Ogólnokształcącego im. Komisji Edukacji Narodowej przy ul. Zagrody[324][325][326]. Treść na tablicach zawierała nazwiska 24 ofiar zbrodni katyńskiej. Podczas inauguracji roku szkolnego 3 września 1973 minister oświaty i wychowania Jerzy Kuberski obejrzał inskrypcje na tablicach, po czym na dyrektorze I LO Tomaszu Blecharczyku wywierano presję, ażeby usunął tablice (czyniła to m.in. działaczka miejskich władz Helena Grabowska)[324]. Ostatecznie pod koniec sierpnia 1976 w obawie o stanowisko dyr. Blecharczyk zlecił zdjęcie tablic, na których dokonano zmian (1: dotychczasowy wpis Rozstrzelani przez Niemców a) na ziemiach polskich (...) b) w Katyniu zmieniono w ten sposób, że usunięto treść w podpunktach a) i b), zaś dotychczasowe wpisy Zmarli na terenie Z.S.R.R. i Zmarli w Egipcie zastąpiono wpisem Zmarli poza granicami kraju[324]. Tablice ponownie zainstalowano na ścianie i w takim stanie tablice przetrwały do najmniej do 1989[324][327][328]. W 1990 tablica miała zostać przywrócona.
  -     - Pierwsza z inskrypcją: 1880–1980 dla uczczenia 100-lecia gimnazjum i II Liceum Ogólnokształcącego w Sanoku. Wychowankowie i wychowawcy[329]. Znajduje się przy wejściu do szkoły. Została odnowiona w maju 2014.
    - Druga została umieszczona na ścianie budynku I Liceum przy ulicy Zagrody. Inskrypcja: 1380–1980 w 600-letnią rocznicę szkolnictwa w Sanoku. 1880–1980 w 100-lecie Gimnazjum i I liceum w Sanoku. Komitet Zjazdu Wychowanków[330].

  - Tablica pamiątkowa z okazji nadania szkole przez Radę Miasta Sanoka imienia Królowej Zofii w 2005 roku. Znajduje się na fasadzie budynku obok wejścia. Została odnowiona w maju 2014.
  - Tablica pamiątkowa dla uczczenia wychowawców i wychowanków poległych w czasie obu wojen światowych, ustanowiona z okazji obchodów jubileuszu 70-lecia pierwszej matury mających miejsce w 1958 roku[331]. Znajduje się we wnętrzu gmachu.
  - Tablica poświęcona trzem absolwentom gimnazjum, którymi byli literaci trzech narodowości: Ukrainiec Bohdan Ihor Antonycz (1909–1937), Żyd Kalman Segal (1917–1980) i Polak Marian Pankowski (1919-2011). Tablica została umieszczona przy wejściu do budynku i odsłonięta 21 czerwca 2014 podczas Światowego Zjazdu Sanoczan. Inskrypcja głosi: Pamięci wybitnych literatów, wychowanków Gimnazjum Męskiego im. Królowej Zofii w Sanoku w okresie międzywojennego dwudziestolecia reprezentujących trzy narodowości tworzące ówczesną społeczność naszego Miasta: Bohdana Ihora Antonycza 1909–1937, Kalmana Segala 1917–1980, Mariana Pankowskiego 1919–2011. Sanok, 21 czerwca 2014 – Światowy Zjazd Sanoczan. Ponadto zostały zasadzone trzy dęby szypułkowe honorujące trzech literatów.
- I Liceum Ogólnokształcące im. Komisji Edukacji Narodowej przy ulicy Zagrody:
  - Tablica dla uczczenia obchodów 100-lecia gimnazjum z inskrypcją: 1380–1980 w 600-letnią rocznicę szkolnictwa w Sanoku. 1880–1980 w 100-lecie Gimnazjum i I liceum w Sanoku. Komitet Zjazdu Wychowanków[330].
  - Tablica upamiętniająca Komisję Edukacji Narodowej z 1973 roku. Inskrypcja głosi: 1773–1973. ...Niech edukacja nasza usposabia młódź Polaków do służenia Ojczyźnie... – Hugo Kołłątaj. W 200 rocznicę powstania Komisji Edukacji Narodowej oddano przyszłym budowniczym Polski Ludowej budynek szkolny jako kuźnię wiedzy i patriotyzmu. Sanok 1973[332].
  - Tablica pamiątkowa umieszczona w płaskorzeźbie Orła o treści: W 125 rocznicę powstania Gimnazjum Męskiego im. Królowej Zofii, którego godnym kontynuatorem jest I Liceum Ogólnokształcące im. Komisji Edukacji Narodowej. Wychowawcom, Nauczycielom i Absolwentom w dowód szacunku za lata pracy i poświęcenia na rzecz Ojczyzny tablicę tę ufundowali Samorząd Ziemi Sanockiej, Społeczność Szkolna I LO im KEN. Sanok 1 lipca 2005 r.
  - Tablica pamiątkowa poświęcona Kazimierzowi Świtalskiemu odsłonięta 18 kwietnia 2016[333].
- II Liceum Ogólnokształcące im. Marii Skłodowskiej-Curie przy ulicy Adama Mickiewicza:
  - Tablica upamiętniająca Komisję Edukacji Narodowej i Stanisława Konarskiego z inskrypcją: 1773–1928 Twórcom komisji edukacyjnej w 150. rocznicę zgonu ks. Stanisława Konarskiego na cześć i chwałę rodacy miasta Sanoka. Odsłonięta w 1923 roku. Ufundowana przez społeczeństwo Sanoka[163].
  - Tablica pamiątkowa ku czci Mikołaja Kopernika. Ustanowiona w 410. rocznicę śmierci (1543–1953). Inskrypcja o treści: 1543 1953. W hołdzie wielkiemu Polakowi, który wstrzymał Słońce – ruszył Ziemię, Mikołajowi Kopernikowi, twórcy nowożytnej astronomii, bojownikowi postępowej myśli ludzkiej, tę tablicę na pamiątkę czterysta dziesiątej rocznicy jego śmierci ufundowała młodzież[334]. Odsłonięta w 1953 roku, ufundowana przez młodzież[335].
  - Tablica NSZZ „Solidarność”, Komisja Międzyzakładowa Pracowników Oświaty i Wychowania.
  - Tablica poświęcona pamięci Wojciecha Słodkowskiego, współtwórcy sanockich obozów dziennikarskich[336]. Odsłonięta 16 września 2013, ufundowana przez Starostwo Powiatowe w Sanoku, zawiera motto Skłodkowskiego: „Chcesz wiedzieć – pytaj”, jego zdjęcie i krótki biogram[337].
- Zespół Szkół nr 1 im. Karola Adamieckiego (dawniej Zespół Szkół Ekonomicznych) przy ulicy Jana III Sobieskiego 23:
  - Dwie tablice pamiątkowe upamiętniające 50-lecie istnienia szkoły oraz jej patrona Karola Adamieckiego (projekty wykonał Zbigniew Osenkowski):
    - Pierwsza z inskrypcją: 1926 ZSE 1976. Dla upamiętnienia 50-lecia szkół ekonomicznych i nadania imienia Karola Adamieckiego. Komitet Rodzicielski[338].
    - Druga o treści: 1915 ZSE 1995 Dla upamiętnienia 70-lecia Szkół ekonomicznych. Absolwenci. Tablica najprawdopodobniej nie istnieje[338].

  - Tablica pamiątkowa z inskrypcją: Jest miejsce czas i ludzie, których się nie zapomina. Nauczycielom wdzięczni absolwenci 1925 2010. Została ustanowiona z okazji Zjazdu absolwentów wszystkich roczników sanockiego Ekonomika w dniach 5–6 czerwca 2010 roku.
- Zespół Szkół nr 5 im. Ignacego Łukasiewicza (dawny Zespół Szkół Zawodowych) przy ulicy Jagiellońskiej 22. Tablice upamiętniające istnienie i patrona placówki, Ignacego Łukasiewicza, znajdujące się w gmachu budynku:
  - Tablica upamiętniająca nadanie szkole imienia patrona Ignacego Łukasiewicza, odsłonięta 2 grudnia 1993 roku. Projekt wykonał Władysław Kandefer. Treść: Zespół Szkół Zawodowych imienia Ignacego Łukasiewicza w Sanoku. „Cały naród zaliczył jego imię do rzędu najlepszych, najszlachetniejszych synów swoich.” St. Brzozowski. Młodzież i nauczyciele. Sanok 2.12.1993. Nad tablicą w identycznym wykonaniu okrągła podobizna patrona z datami życia 1822–1882[339].
  - Tablica z treścią: 1970–1995. Dla upamiętnienia 25-lecia Zespołu Szkół Zawodowych im. Ignacego Łukasiewicza. Wdzięczni absolwenci rodzice nauczyciele[339].
  - Tablica z treścią: 1970–2010. Dla upamiętnienia 40-lecia Zespołu Szkół nr 5 im. Ignacego Łukasiewicza w Sanoku. Uczniowie i rodzice
  - Tablica upamiętniająca patrona z podobizną i treścią Ignacy Łukasiewicz 1822–1882. Znajduje się w budynku, w kąciku przy schodach stanowiącym imitację szybu naftowego.
- Zespół Szkół nr 2 im. Grzegorza z Sanoka (dawniej Zespół Szkół Mechanicznych, od 1976 roku do pocz. lat 90. im. Karola Świerczewskiego) przy ulicy Stróżowskiej (obie znajdują się w hallu głównym gmachu szkoły):
  - Tablica upamiętniająca patrona szkoły Grzegorza z Sanoka z inskrypcją: Grzegorzowi z Sanoka 1406-1477. Humaniście poecie i arcybiskupowi lwowskiemu, patronowi Zespołu Szkół Mechanicznych w Sanoku. Nauczyciele, młodzież, rodzice 12.XI.1996. Odsłonięta 12 listopada 1996 roku podczas jubileuszu 50-lecia istnienia szkoły[340]. Projektantem był Waldemar Rokowski[341]
  - Tablica pamiątkowa o treści: Dla upamiętnienia 50-lecia powstania Szkół Mechanicznych w Sanoku 1946–1996 Absolwenci. Sanok 14-15.VI.1997. Została wykonana na zjazd absolwentów Technikum Mechanicznego w dniu 14 czerwca 1997 roku. Tablicę zaprojektował i wykonał Stanisław Czajka[342]. Tablicę poświęcił ks. Kazimierz Pszon[343].
- Zespół Szkół nr 4 im. Króla Kazimierza Wielkiego (dawniej Zespół Szkół Budowlanych) przy ulicy Sadowej 21:
  - Tablica upamiętniająca 30-lecie istnienia szkoły o treści: 1969–1999 ZSB XXX-lecie. Trzeba ziemię garściami rwać, / ruinie wydzierać cegły / dom budować i sercem trwać / w Niepodległej. Na pamiątkę XXX rocznicy powstania szkoły – pierwsi absolwenci. Sanok 11 września 1999 r. Tablica została odsłonięta podczas obchodów jubileuszu 30-lecia istnienia szkoły[344]. Autorem cytatu zawartego w treści jest, niewymieniony na tablicy, Władysław Broniewski (wiersz „Do domu”)[345].
  - Tablica upamiętniająca patrona szkoły, króla Kazimierza III Wielkiego (1310-1370). Treść inskrypcji brzmi: Król Kazimierz Wielki 1333-1370. „Zastał Polskę drewnianą, a zostawił murowaną”. Na pamiątkę nadania imienia szkole uczniowie i nauczyciele Zespołu Szkół nr 4 im. Króla Kazimierza Wielkiego w Sanoku. 1 września 2004.
- Szkoła Podstawowa nr 2 im. Św. Kingi w Sanoku przy ulicy Rymanowskiej[346]:
  - Tablica upamiętniająca powstanie szkoły w 1966 roku, wzniesionej na Tysiąclecie Państwa Polskiego i ufundowanej przez załogę Sanockiej Fabryki Autobusów. Zawiera wizerunek Orła (bez korony) oraz inskrypcję: Szkoła-pomnik Tysiąclecia Państwa Polskiego »»Rok 1966«. Fundator-załoga Sanockiej Fabryki Autobusów.
  - Tablica pamiątkowa z płaskorzeźbą przedstawiającą Świętą Kingę. Treść inskrypcji stanowi cytat słów Jana Pawła II: „Potrafiła sprostać wyzwaniom chwili”. Jan Paweł II 16.06.1999. Nowy Sącz. Tabliczka poniżej informuje: Fundator ks. kan. Rudolf Zubik.
- Tablica upamiętniająca Tadeusza Kościuszkę, znajdująca się w gmachu Szkoły Podstawowej nr 3 im. Tadeusza Kościuszki przy ulicy Stróżowskiej, działającej od początku XX wieku pod jego patronatem, jako nr 3 od 1957 roku, a przy ulicy Stróżowskiej od 1983 roku. Tablica została wykonana w fabryce Autosan. Inskrypcja brzmi: 1746–1817. Tadeusz Kościuszko patronem naszej szkoły. O, Kościuszko piękny wzorze / Jako ojczyznę miłować / W każdej życia swego porze, / Pragniemy cię naśladować. Sanok 1986. Rodzice i młodzież[310]. Autorem cytatu zawartego w treści jest, niewymieniony na tablicy, Jan Czeczot.
- Tablica pamiątkowa na budynku Medycznej Szkoły Policealnej im. Anny Jenke w Sanoku przy ul. Stanisława Konarskiego 3, ustanowiona w 2002 na 40-lecie istnienia placówki oraz z okazji nadania szkole imienia patronki Anny Jenke. Inskrypcja brzmi: „Do ludzi trzeba iść z duszą bogatą w miłość” Anna Jenke. Upamiętniono 40-lecie szkoły i nadanie imienia. Sanok 6 czerwca 2002 r.
- Tablica pamiątkowa w budynku Szkoły Podstawowej nr 1 im. gen. Bronisława Prugara – Ketlinga w Sanoku przy ulicy Aleja Szwajcarii 5, upamiętniająca gen. Bronisława Prugara-Ketlinga. Inskrypcja głosi: 1891–1947 Bóg Honor Ojczyzna. Generał dywizji Bronisław Prugar-Ketling. Szkołę podstawową budowano w latach 1988–1991 w hołdzie wielkiemu rodakowi. Fundacja Alpy-Karpaty w Sanoku.
- Tablica pamiątkowa na budynku Szkoły Podstawowej nr 4 im. ks. Zdzisława Jastrzębiec Peszkowskiego w Sanoku, upamiętniająca ks. Zdzisława Peszkowskiego. Została odsłonięta w pierwszą rocznicę śmierci ks. Zdzisława Peszkowskiego[347]. Tablica zawiera podobiznę patrona, a inskrypcja brzmi: Z grodu nad krętym Sanem w szeroki świat. 23 VIII 1918 / 8 X 2007. Ks. Zdzisław Jastrzębiec Peszkowski. Prawda, pamięć, prawo, przebaczenie. Sanok, 8 X 2008. Pierwsze zdanie (Z grodu nad krętym Sanem w szeroki świat) stanowi tytuł książki ks. Peszkowskiego z 2004.
- Tablica pamiątkowa w Zespole Szkół nr 3 im. Walentego Lipińskiego i Mateusza Beksińskiego (dawniej Zespół Szkół Technicznych) poświęcona patronom szkoły, Mateuszowi Beksińskiemu i Walentemu Lipińskiemu, ustanowiona 10 czerwca 2011. W treści inskrypcji wykorzystano cytat autorstwa poety Adama Asnyka: „Przeszłość nie wraca, jak żywe zjawisko / W dawnej postaci – jednak nie umiera: / Odmienia tylko miejsce, czas, nazwisko” Adam Asnyk. 1961 – 2011 z okazji jubileuszu 50-lecia szkoły oraz nadania imienia W. Lipińskiego i M. Beksińskiego. Sanok 10 czerwca 2011 r. Uczniowie Rada rodziców.

### Nieistniejące tablice pamiątkowe
- Tablice pamiątkowe ustanowione podczas przemianowań nazw ulic: ulica Zielona na ulicę Jana III Sobieskiego (ustanowiona 12 września 1883[348], ulica Nowej Rady na ulicę 3 Maja (1891), ulica Krakowska na ulicę Tadeusza Kościuszki (1894, umieszczona na domu miejskim pod numerem 86)[349][350][351].
- Tablica w Muzeum Historycznym w Sanoku na ścianie zamku, gdzie pierwotnie muzeum miało siedzibę. Inskrypcja głosiła: W gmachu tym części dawnego zamku sanockiego wzniesionego przez króla Kazimierza Wielkiego w połowie wieku XIV pamiętnego godami weselnymi króla Władysława Jagiełły w dniu 2 maja 1417 r. odbudowanego za króla Zygmunta Starego przez jego małżonkę Bonę Sforza w wieku XVI założono Muzeum Ziemi Sanockiej staraniem Towarzystwa Przyjaciół Ziemi Sanockiej w 1934 roku[352][353]. Została zniszczona przez okupantów niemieckich w 1940 roku, a jej szczątki użyto przy budowie bunkra na stoku nieopodal[354][355].
- Tablice poświęcone gen. Karolowi Świerczewskiemu:
  - Tablica w byłej Szkole Podstawowej nr 4[5].
  - Tablica na rogu elewacji kamienicy przy ulicy Kazimierza Wielkiego 8 upamiętniająca gen. Karola Świerczewskiego, który w budynku spędził ostatnią noc w swoim życiu 27/28 marca 1947 roku, po czym udał się na kontrolę posterunku Wojsk Ochrony Pogranicza w Cisnej i zginął 28 marca 1947 roku w potyczce z partyzanckimi oddziałami Ukraińskiej Powstańczej Armii (UPA) pod Jabłonkami koło Baligrodu[5][163][356][357]. Została odsłonięta 27 marca 1953 roku w przeddzień szóstej rocznicy śmierci generała. Zawierała inskrypcję: Rewolucjoniście, wiernemu synowi partii i narodu polskiego generałowi Walterowi Karolowi Świerczewskiemu, który w przeddzień swej bohaterskiej śmierci przebywał w tym domu dnia 27 marca 1947 roku. Społeczeństwo Ziemi Sanockiej'[358][359]. Projekt wykonał Kazimierz Florek, a wykonawcą rzeźby w czarnym marmurze był Karol Łotek[332][360]. Tablica została usunięta w 1993[361].
  - Tablica w byłym Zespole Szkół Mechanicznych (obecnie Zespół Szkół nr 2 im. Grzegorza z Sanoka; dawniej przy ulicy Włodzimierza Lenina 15, obecnie przy ulicy Stróżowskiej 15, poświęcona Karolowi Świerczewskiemu[5]. Została odsłonięta 28 marca 1977 w 30 rocznicę jego śmierci generała, a odsłonięcia dokonała jego córka Antonina)[362][363][364][365]. Została usunięta w 1989 roku[332].
- Tablica na budynku przy ulicy Henryka Sienkiewicza 5, poświęcona funkcjonariuszom Służby Bezpieczeństwa i Milicji Obywatelskiej. Została odsłonięta 11 października 1969 roku (w czasie upamiętniania służb utrwalających władzę ludową) na ówczesnej siedzibie Powiatowej Komendy Milicji Obywatelskiej, a fundatorami byli członkowie koła ZBoWiD przy Komendzie Powiatowej MO w Sanoku[366]. Inskrypcja brzmiała: 1944–1969 Poległym w walce o utrwalenie władzy ludowej funkcjonariuszom Milicji Obywatelskiej i Służby Bezpieczeństwa, a poniżej wymieniono 34 nazwiska oraz podpis XXV lecie PRL społeczeństwo[367]. Jako pierwszy wymieniony na liście został kpt. Tadeusz Sieradzki, a ponadto także st. sierż. Michał Goniak. Po 2009 tablica została usunięta.
- Tablica w byłej Szkole Podstawowej nr 7, istniejącej w latach 1975–1999[5] (obecnie Szkoła Podstawowa nr 9; dawniej przy ulicy Długiej 1, obecnie ulica Jana Pawła II 25). Umieszczona na pamiątkę oddania do użytku placówki w dniu 1 września 1975 roku. Inskrypcja brzmiała: 1945–1975. W XXX-lecie zwycięstwa nad faszyzmem oddano ten obiekt szkolny we władanie przyszłym budowniczym Polski Ludowej, dla uczczenia czynu zbrojnego polskiego żołnierza nadano tej szkole imię VI Pomorskiej Dywizji Powietrznodesantowej. Sanok dnia 1.IX.1975[10]. Odsłonięcia tablicy w dniu inauguracji szkoły 1 września 1975 dokonali I sekretarz KW PZPR Kazimierz Balawajder i wojewoda krośnieński Wojciech Grochala[368][202].
- Tablica w byłym Zespole Szkół Budowlanych (obecnie Zespół Szkół nr 4 im. Króla Kazimierza Wielkiego), poświęcona Jankowi Krasickiemu. Została odsłonięta 5 października 1987 roku podczas nadania szkole imienia nowego patrona; odsłonięto także popiersie, obie formy fundowane przez Sanockie Przedsiębiorstwo Budowlane[369][370]. Została usunięta w 1990 roku[332].
- Tablica gipsowa, okolicznościowa „Solidarności” ustanowiona 31 sierpnia 1983 roku w kościele Przemienienia Pańskiego. Usunięta tuż po mszy świętej tego samego dnia[371].
- Tablica poświęcona ks. Jerzemu Popiełuszce. 19 października 1986 roku została przekazana przez delegację sanockiej „Solidarności” ks. Teofilowi Boguckiemu, proboszczowi parafii św. Stanisława Kostki w Warszawie, w którym została następnie wmurowana. Fundatorami byli Tadeusz Gacek i Marian Witalis. Tablica została następnie wmurowana w kościele św. Stanisława Kostki[301][372][371].
- Tablica upamiętniająca Bolesława Bogaczewicza, inicjatora budowy kortów tenisowych w Sanoku, ustanowiona w siedzibie Sanockiego Klubu Tenisowego (SKT) przy ulicy Adama Mickiewicza[373]. Zabudowania klubu zostały zlikwidowane.

### Tabliczki na szlakach śladem osób
Pierwotnie w 1991 odnoga ulicy Tadeusza Kościuszki została nazwana Zaułkiem Józefa Szwejka i oznaczona dwoma tablicami. Później stworzony „Szlak śladami dobrego wojaka Szwejka”, w ramach którego umieszczono w Sanoku tabliczki informacyjno-pamiątkowe, upamiętniające pobyt w mieście Józefa Szwejka, opisanego w książce Przygody dobrego wojaka Szwejka autorstwa Jaroslava Haška:
- Budynek dworca PKP Sanok przy ulicy Dworcowej (15 lipca 1915 roku).
- Zaułek Dobrego Wojaka Szwejka w dzielnicy Śródmieście.
- Hotel Pod Trzema Różami przy ulicy Jagiellońskiej 13.
- Brama Węgierska przy ulicy 3 Maja, przy wejściu na Schody Serpentyny.
- Gimnazjum nr 2 im. Królowej Zofii (tablica umieszczona w 2014)
- Kamienica przy ulicy Rynek 21 (tablica umieszczona w 2014).

Z inicjatywy Sabiny Pelc-Szuryn 1 października 2011 otwarto w Sanoku ścieżkę spacerową pod nazwą „Śladami Rodu Beksińskich”, wytyczoną i przebiegającą przez miejsca w mieście związane z rodziną Beksińskich. Na jej trasie umieszczono jedenaście tablic informujących o dokonaniach przedstawicieli rodziny. Zostali upamiętnieni przedstawiciele rodu: Mateusz Beksiński (1814–1886), Władysław Beksiński (1850–1929), Zdzisław Beksiński (1929–2005), Tomasz Beksiński (1958–1999). Tablice wykonano w formie sztalug malarskich z uwagi na działalność Zdzisława Beksińskiego i artystyczne profesje innych członków rodziny.
11 listopada 2013 sanoccy harcerze z Hufca Ziemi Sanockiej ZHP umieścili tablicę informacyjną pamięci ks. ks. Zdzisława Peszkowskiego na budynku przy ulicy Jagiellońskiej 10 w Sanoku, w którym w przeszłości jego rodzice prowadzili cukiernię; planowane są kolejne tablice na tworzonej ścieżce edukacyjnej śladami ks. Zdzisława Peszkowskiego w Sanoku.

## Ławeczki
- Ławeczka Józefa Szwejka w Sanoku. Pomnik stanowiący ławkę wraz z pomnikiem upamiętniającym postać Józefa Szwejka z powieści Jaroslava Haška pt. Przygody dobrego wojaka Szwejka. W Sanoku rozgrywały się epizody akcji powieści. Ławeczka została odsłonięta 6 czerwca 2003 roku. Autorem pomnika był Adam Przybysz.
- Na sanockim rynku przed kamienicą przy ulicy Rynek 14 znajdują się dwie ławeczki z tabliczkami upamiętniającymi literatów pochodzących z Sanoka[379]:
  - Ławka z tabliczką upamiętniającą Kalmana Segala (1917–1980). Została odsłonięta w październiku 2007[380][381].
  - Ławka z tabliczką upamiętniającą Mariana Pankowskiego (1919-2011). Została odsłonięta 9 listopada 2011 w 90. rocznicę urodzin Mariana Pankowskiego przez jego bratową Jadwigę[382].

## Kaplice i kapliczki
- Kaplica grobowa Tchorznickich, Stankiewiczów i Urbańskich przy ulicy Aleja Najświętszej Marii Panny na Dąbrówce, położona powyżej greckokatolickiej cerkwi św. Dymitra[383] i rzymskokatolickiego kościoła Narodzenia Najświętszej Maryi Panny. Została uznana za obiekt zabytkowy (A-211 z 6 sierpnia 2007)Rejestr zabytków nieruchomych – województwo podkarpackie [online], Narodowy Instytut Dziedzictwa, 31 stycznia 2025, s. 140 [dostęp 2016-10-19]..
- Powyższa kaplica grobowa Tchorznickich, Stankiewiczów i Urbańskich w Sanoku, jak również kapliczki przydrożne (trzy przy drodze Załuż-Sanok i jedna przy drodze Dąbrówka-Sanok) oraz kaplica przy ul. Kazimierza Lipińskiego 23, w 1972 zostały włączone do uaktualnionego wówczas spisu rejestru zabytków Sanoka[384]. Do gminnego rejestru zabytków miasta Sanoka, opublikowanego w 2015, zostały wpisane kapliczki przy ul. Kazimierza Lipińskiego 23, przy ul. Przemyskiej 91[385].
- Kaplica pogrzebowa (nieczynna) na Cmentarzu Centralnym przy ulicy Rymanowskiej). Projekt wykonał Władysław Beksiński, który był autorem planu całego cmentarza. Jest w stylu neogotyckim, na planie prostokąta z dwoma ściętymi narożnikami[386]. Kaplica została wpisana do gminnego rejestru zabytków miasta Sanoka, opublikowanego w 2015[387].
- Kapliczka św. Jana Nepomucena położona na placu św. Jana obok Willi Zaleskich. Pochodzi z końca XVIII wieku[388]. Przyjmuje się, iż została ufundowana w 1810 roku przez Ksawerego Krasickiego[389][390], jako votum, za ocalenie życia podczas salwowania się ucieczką konno, stromym zboczem do Sanu, po nieudanej, ostatniej obronie zamku sanockiego przed Austriakami, w czerwcu 1809 roku. Ma ok. 5,5 m wysokości, wewnątrz znajduje się figura św. Jana Nepomucena. Figura została odnowiona w 2000 przez konserwator Barbarę Bandurkę[391], a kapliczka została odremontowana do 2002 staraniem Jerzego Wielgosza dzięki staraniom Jerzego Wielgosza[392].
- Kapliczka przy ulicy Gajowej, położona na północnym krańcu miasta za Sanem na Białej Górze. Według różnych źródeł zbudowana w 1922 lub w 1928 roku, ufundowana przez dr. Stanisława Domańskiego, wzniesiona przy należącym do niego sanatorium[393]. Poddana renowacji trwającej do 2012 roku[394][395][396].
- Kapliczka przy ulicy Biała Góra na Białej Górze. Została poświęcona mieszkańcom Białej Góry w Sanoku, deportowanym 5 kwietnia 1940 i ustanowiona w 70. rocznicę tych wydarzeń. Inskrypcja na tabliczce głosi: „Dnia 5 kwietnia 1940 r. wysiedlono mieszkańców Białej Góry. Pamięć tym, którzy nie powrócili. W 70-tą rocznicę mieszkańcy Białej Góry”.
- Kapliczki przy ulicy Kazimierza Lipińskiego w dzielnicy Posada:
  - Kapliczka pod wezwaniem Opatrzności Bożej, położona obok dworca autobusowego przy ul. Kazimierza Lipińskiego[397]. Pochodzi z XIX wieku. Zwana „kapliczką Pani Ryniakowej” od nazwiska fundatorki za uzdrowienie jej męża. Odnowiona w latach 2003–2007[398]. Poświęcona 23 maja 2007 roku przez ks. bp. Adama Szala. Umieszczono na niej dwie tablice pamiątkowe. Kapliczka pod adresem ul. Kazimierza Lipińskiego 23 została wpisana do rejestru zabytków w 1972[399] oraz do gminnego rejestru zabytków miasta Sanoka, opublikowanego w 2015[400].
  - Kapliczka drewniana nieopodal w kierunku wschodnim od kapliczki pod wezwaniem Opatrzności Bożej.
  - Kapliczka przy zbiegu ulic Kazimierza Lipińskiego i Murarskiej.
  - Kilka innych[401].
- Kapliczka przy ulicy Jagiellońskiej, umiejscowiona we wnęce kamienicy pod numerem 35[402]. Znajduje się w niej krzyż z przełomu XVIII/XIX wieku i figura Matki Boskiej Bolesnej. Kapliczka została odremontowana w 2006 staraniem sanockich ojców franciszkanów[403].
- Kapliczka przy zbiegu ulic Berka Joselewicza i Cerkiewnej. Ma formę niezabudowaną, posiada rzeźbę Najświętszej Maryi Panny, na postumencie okrytą zadaszeniem. Powstała po II wojnie światowej[404]. W 2010 została odremontowana i w sierpniu tego roku poświęcona przez ks. dra Andrzeja Skibę z parafii Przemienienia Pańskiego[405].
- Kapliczka przy ulicy Generała Władysława Sikorskiego. Ma formę niezabudowaną, posiada rzeźbę Najświętszej Maryi Panny Niepokalanie Poczętej, na postumencie okrytą zadaszeniem. Na tablicy inskrypcja: Figurę Najświętszej Maryi Panny Niepokalanego Poczęcia ufundowała Cecylia Greczner wieloletnia dyrektorka Szkoły im. Świętej Kingi. Odnowiona przez PGNiG Oddział w Sanoku w latach 2008–2009. W miejscu tym do 2007 istniał budynek, mieszczący Ochronkę i Szkołę Podstawową im. Św. Kingi[406].
- Kapliczka przy ulicy Juliusza Słowackiego (obok budynku Villa Dom Julii) z XIX wieku, wybudowana przez rodzinę Bogdów, z obrazem Matki Bożej Nieustającej Pomocy[407]. Obiekt został wpisany do gminnego rejestru zabytków miasta Sanoka, opublikowanego w 2015[408].
- Kapliczki przy ulicy Przemyskiej w dzielnicy Olchowce: jedna w otoczeniu Domu Strażaka, pochodząca z 1 poł. XIX wieku, wcześniej zawierała ikonę św. Mikołaja z XVIII wieku, zawiera obraz Matki Boskiej, św. Józefa i Dzieciątka Jezus; druga z XIX wieku, zawiera figurę Matki Boskiej; trzecia z ok. 1900 roku, wcześniej zawierająca ikonę Chrystusa Nazareńskiego[409][410].
- Kapliczka przy ulicy Płowieckiej w dzielnicy Zatorze w stronę wsi Stróże Małe i Płowce[411].
- Kapliczka na pamiątkę Jasnogórskich Ślubów Narodu Polskiego na rogu ulicy Romualda Traugutta i ulicy Armii Krajowej w dzielnicy Wójtostwo. Inskrypcja na tabliczce: „Wielka Boga – Człowieka Matko”. W 350 rocznicę ślubów Jana Kazimierza, w 50 rocznicę Ślubów Jasnogórskich, w 50 rocznicę uwolnienia z Komańczy Prymasa Stefana kardynała Wyszyńskiego odnawiamy Śluby Jasnogórskie i na pamiątkę tę kapliczkę fundują mieszkańcy tutejszego osiedla wraz z parafią Podwyższenia Krzyża Świętego. Sanok, 26 sierpnia 2006 r. Ponadto inskrypcja zawiera fragment Ślubów Jasnogórskich. Przed 2016 została zainstalowania nowa tablica, zawierająca identyczny tekst inskrypcji.
- Kapliczka przy ulicy Sadowej w dzielnicy Wójtostwo.
- Kapliczka przy ulicy Ogrodowej w dzielnicy Błonie.
- Kapliczka przy ulicy Jana Kochanowskiego w dzielnicy Błonie.
- Kapliczka przy ulicy Aleja Szwajcarii w dzielnicy Błonie.
- Kapliczka przy ulicy Stefana Okrzei 1 w dzielnicy Posada. Została wpisana do gminnego rejestru zabytków miasta Sanoka, opublikowanego w 2015[408][412].
- Kapliczka przy ulicy Działkowej w dzielnicy Posada.
- Kapliczka przy ulicy Rymanowskiej 84 w dzielnicy Dąbrówka.
- Kapliczka przy ulicy 1000-lecia w dzielnicy Dąbrówka.
- Kapliczka przy ulicy Batalionów Chłopskich w dzielnicy Dąbrówka.
- Kapliczka przy ulicy Aleja Najświętszej Marii Panny w dzielnicy Dąbrówka.

## Pomniki przyrody
Na obszarze Sanoka zostały ustanowione także pomniki przyrody: jesion wyniosły przy ulicy Zamkowej 16 (pozbawiony statusu 19 grudnia 2018), lipy drobnolistne przy ul. Rybackiej, ulicy Ogrodowej, ulicy Adama Mickiewicza i przy ulicy Płowieckiej, kasztanowiec zwyczajny przy ulicy Adama Mickiewicza. Uchwałą Rady Miasta Sanoka z 10 września 2015 ustanowiono źródło wody siarczkowej pod nazwą „Nad wodospadem”, usytuowane w dzielnicy Olchowce (położenie 49 34 12.9 N 22 14 44.6 E).